# 永昭陵
永昭陵是宋仁宗赵祯的陵墓，位于河南省巩义市孝义街道，为宋陵孝义陵区的两座帝陵之一。嘉祐八年（1063年）三月宋仁宗驾崩，永昭陵于当年四月起动工建造，共发动士卒四万六千七百八十人。同年十月，宋仁宗入葬永昭陵。

## 历史

宋仁宗赵祯画像

赵祯是宋真宗的第六子，也是其唯一活到成年的皇子。赵祯生于大中祥符三年（1010年）四月，于天禧二年（1018年）九月被册封为皇太子，乾兴元年（1022年）宋真宗崩逝后继位，是为宋仁宗。继位初期因年幼，由嫡母刘太后临朝称制。明道二年（1033年）刘太后崩逝后，仁宗开始亲政。其在位41年，嘉祐八年（1063年）三月崩于汴梁皇宫，享年54岁，嗣子赵曙继位，是为宋英宗。
嘉祐八年（1063年）四月四日，命宰相韩琦为山陵使，翰林学士范镇为礼仪使，权御史中丞王畴为仪仗使，龙图阁直学士周沆为卤簿使，翰林學士、权知开封府冯京为桥道頓递使，开始包括山陵修建和丧礼筹备在内的各项治丧工作。十月六日，仁宗的灵柩出殡。十七日，入葬永昭陵地宫。

## 布局
永昭陵陵区南北长约1050米，东西宽约300米，布局与宋陵中其他帝陵大致相同，由上宫、下宫和慈圣光献曹皇后陵组成。陵区南北地势落差较大，从最南边的鹊台到最北边的下宫遗址，落差达31.4米:135。

### 上宫

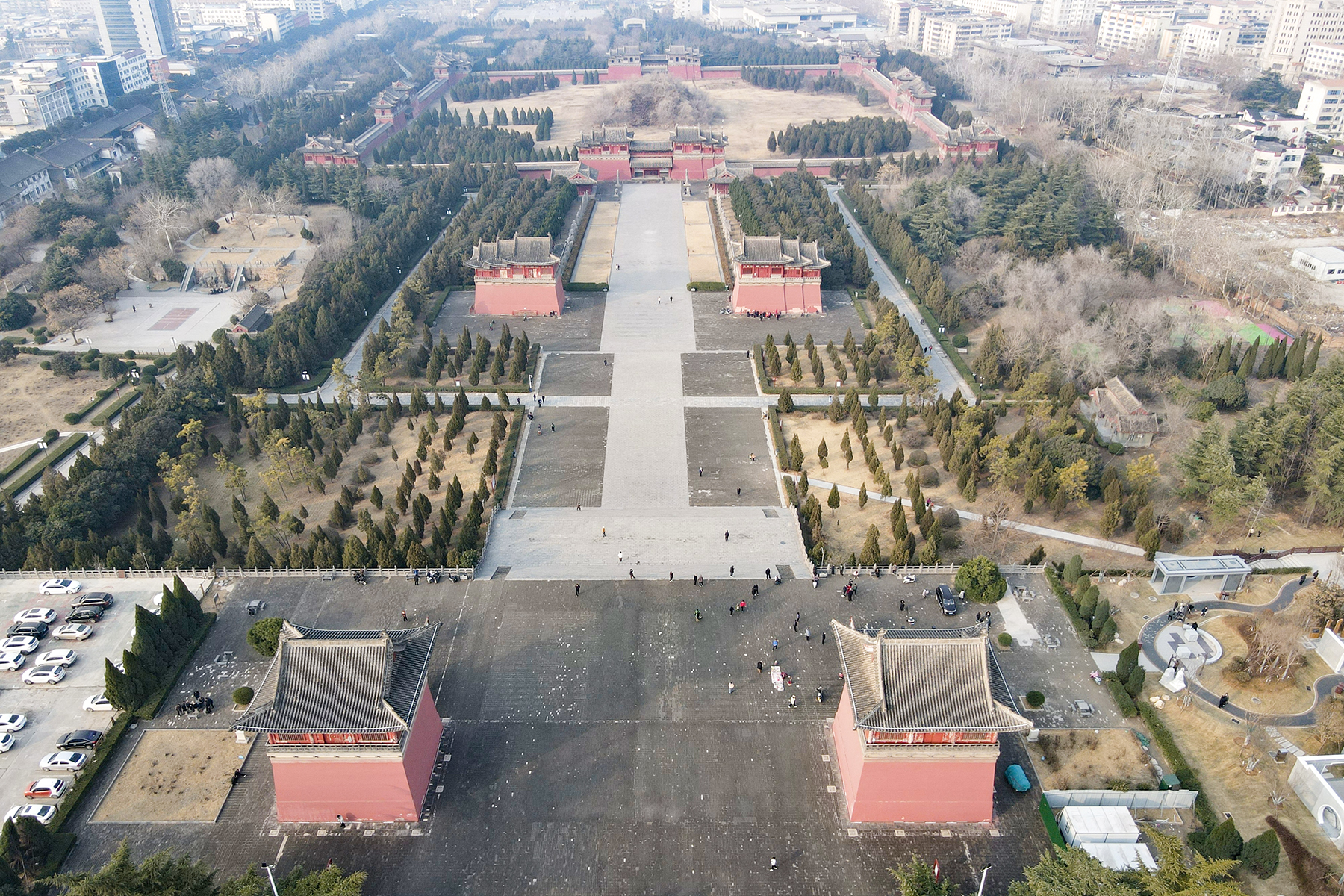
复原上宫建筑后的永昭陵，由近及远分别为鹊台、乳台和宫城

永昭陵的上宫建筑于20世纪90年代后期经国家文物局批准后，在永昭陵抢救保护工程中按原有形制复原，使永昭陵成为宋陵中唯一复原上宫建筑的陵墓。在此之前，上宫各建筑皆仅存夯土基址:135-137。宫城是上宫的核心部分，平面呈方形，边长230米。陵台位于宫城中心，呈方形覆斗状，高22米，底层东西长55米，南北长57米。陵台下为地宫，1986年，巩义市文物保管所曾对永昭陵进行了钻探。据钻探结果，永昭陵地宫的墓道位于陵台南部正中，南北长达127米，南端位于南神门外40米处。墓道南窄北宽，南端入口处宽6米，而北端接近陵台处宽42米。根据墓道南段已探明的坡度，推测永昭陵地宫深度约在28米。宫城南神门以南134米处为乳台，分东、西两台，间距43米。乳台以南134米处为鹊台，亦为东、西两台，间距42米。:135-137。

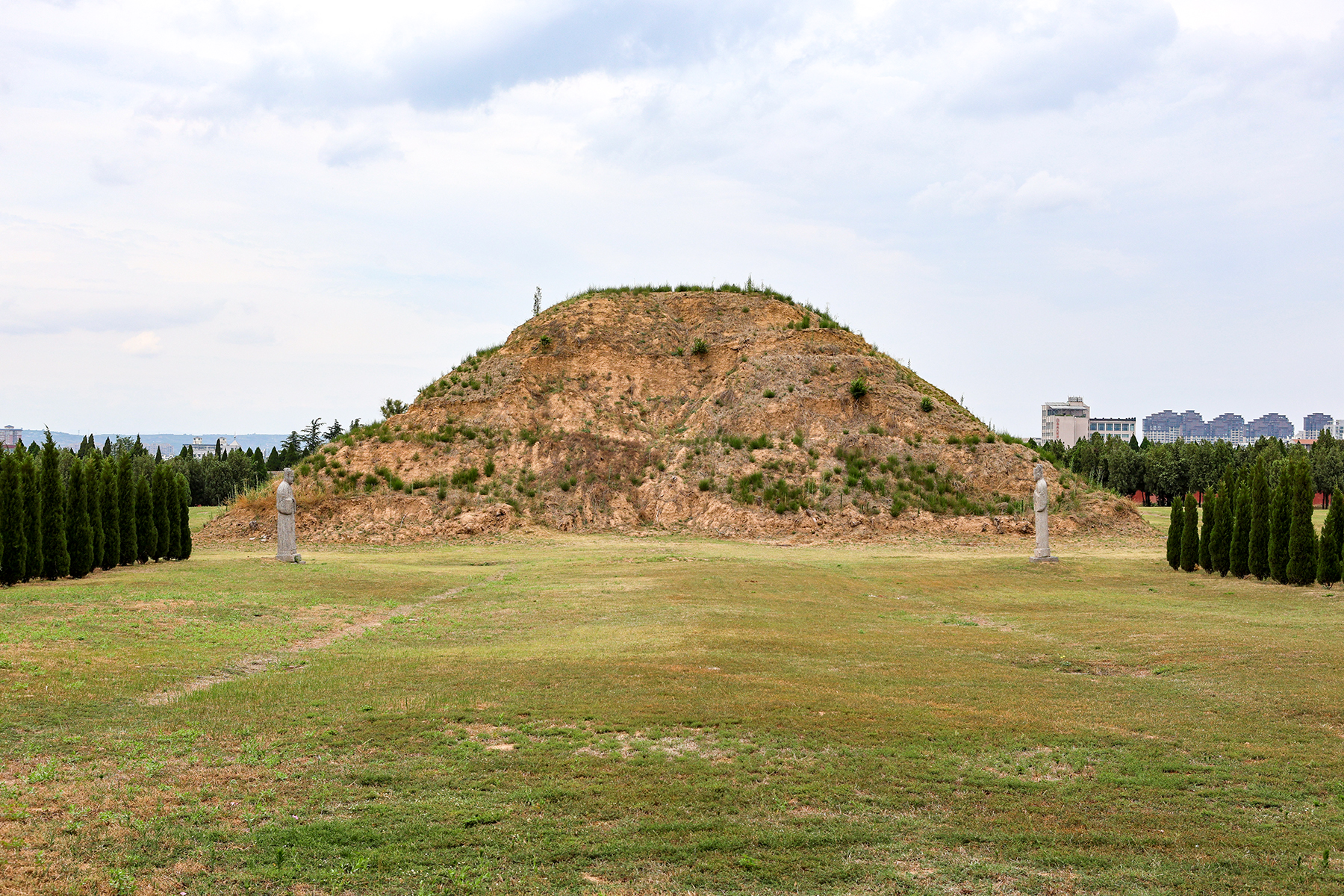
陵台
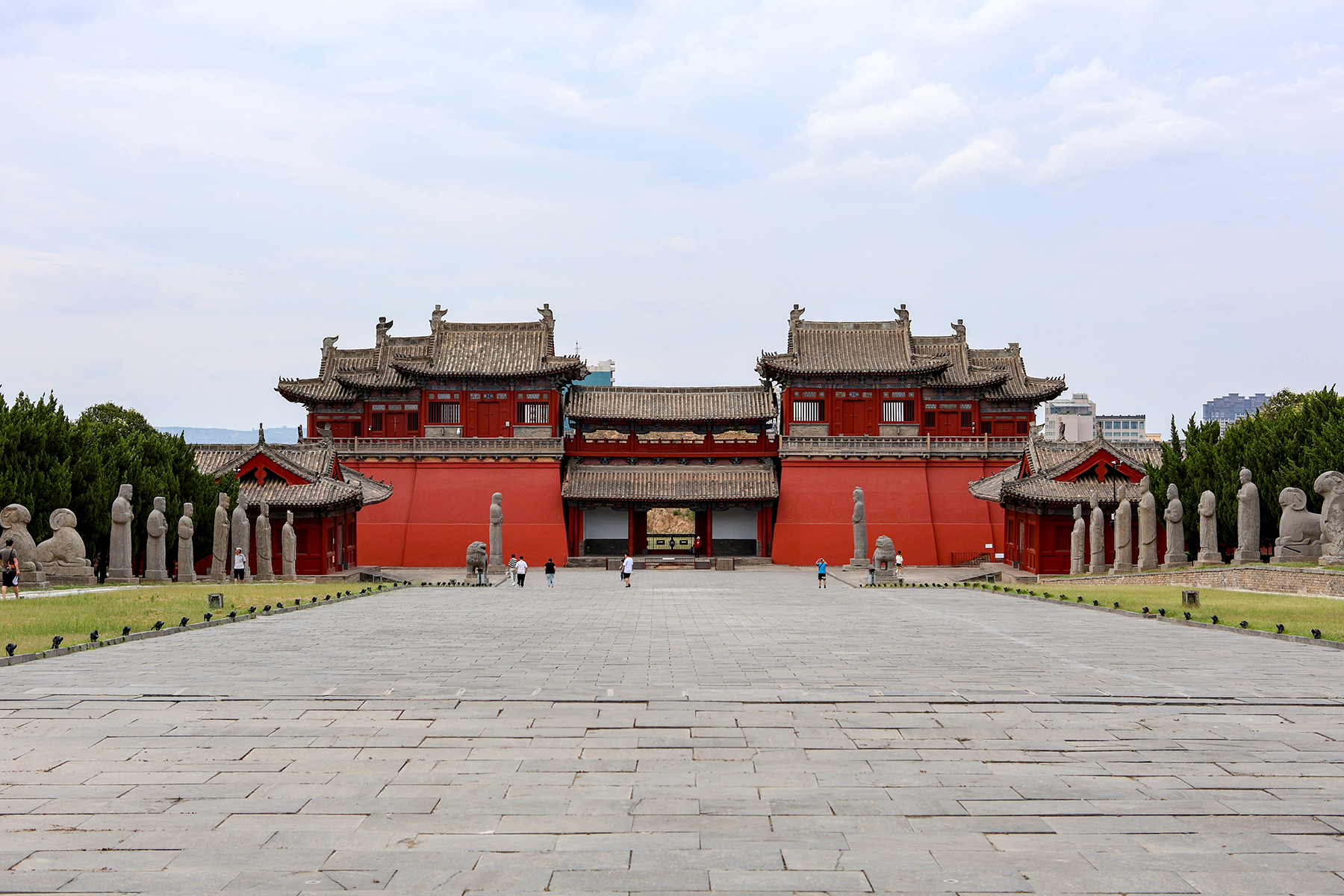
南神门
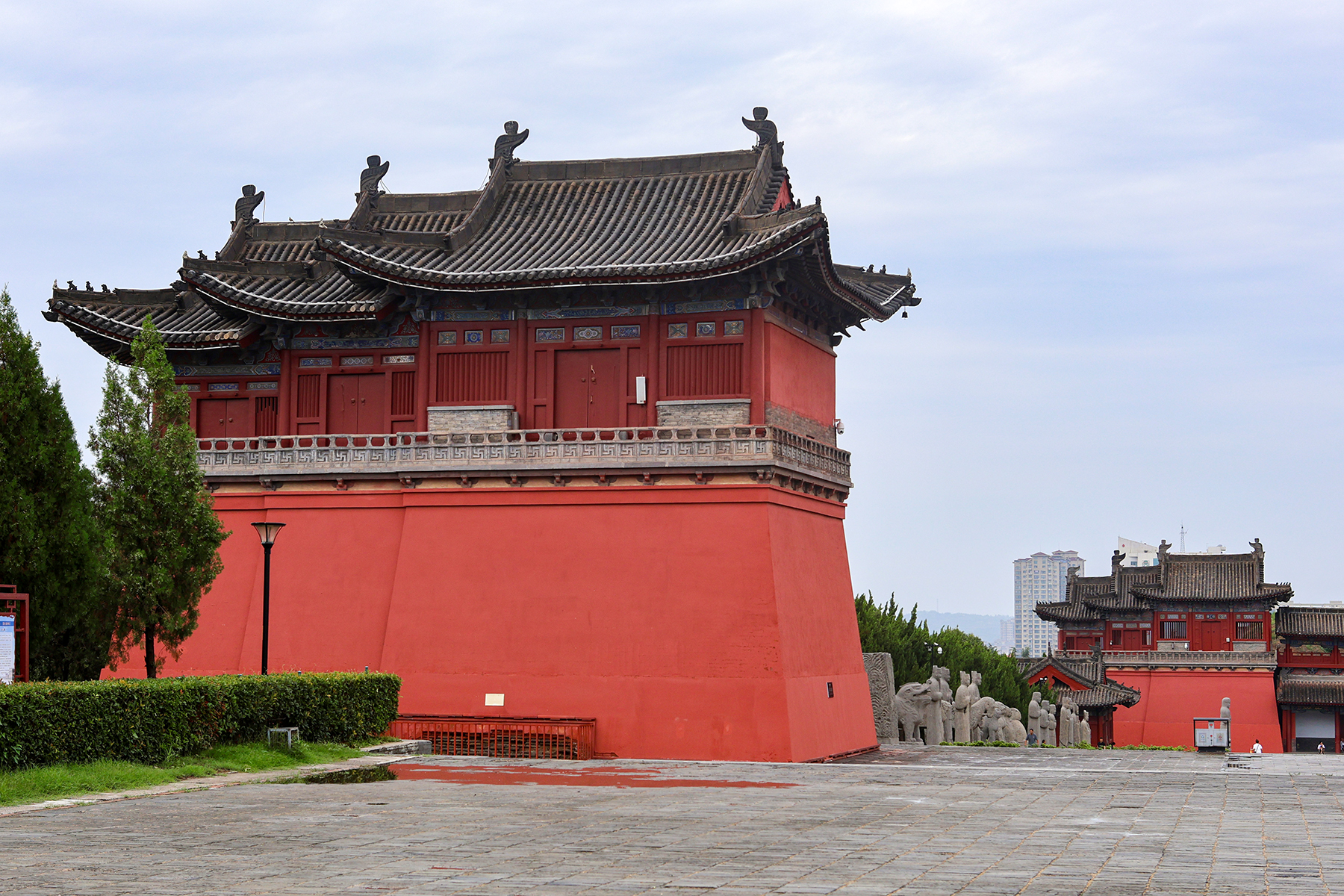
乳台（西），后为神道西列石像生和南神门西阙
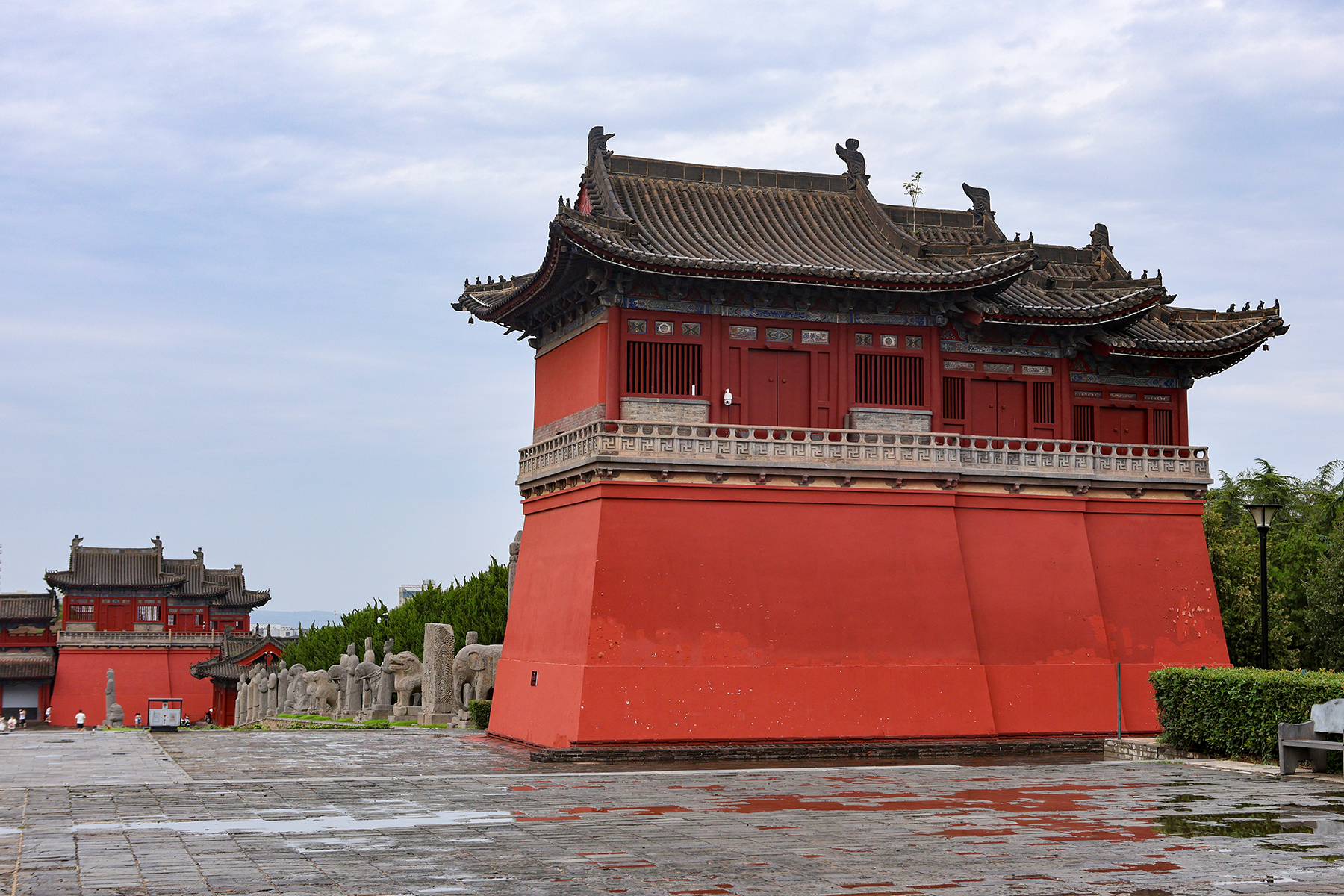
乳台（东），后为神道东列石像生和南神门东阙
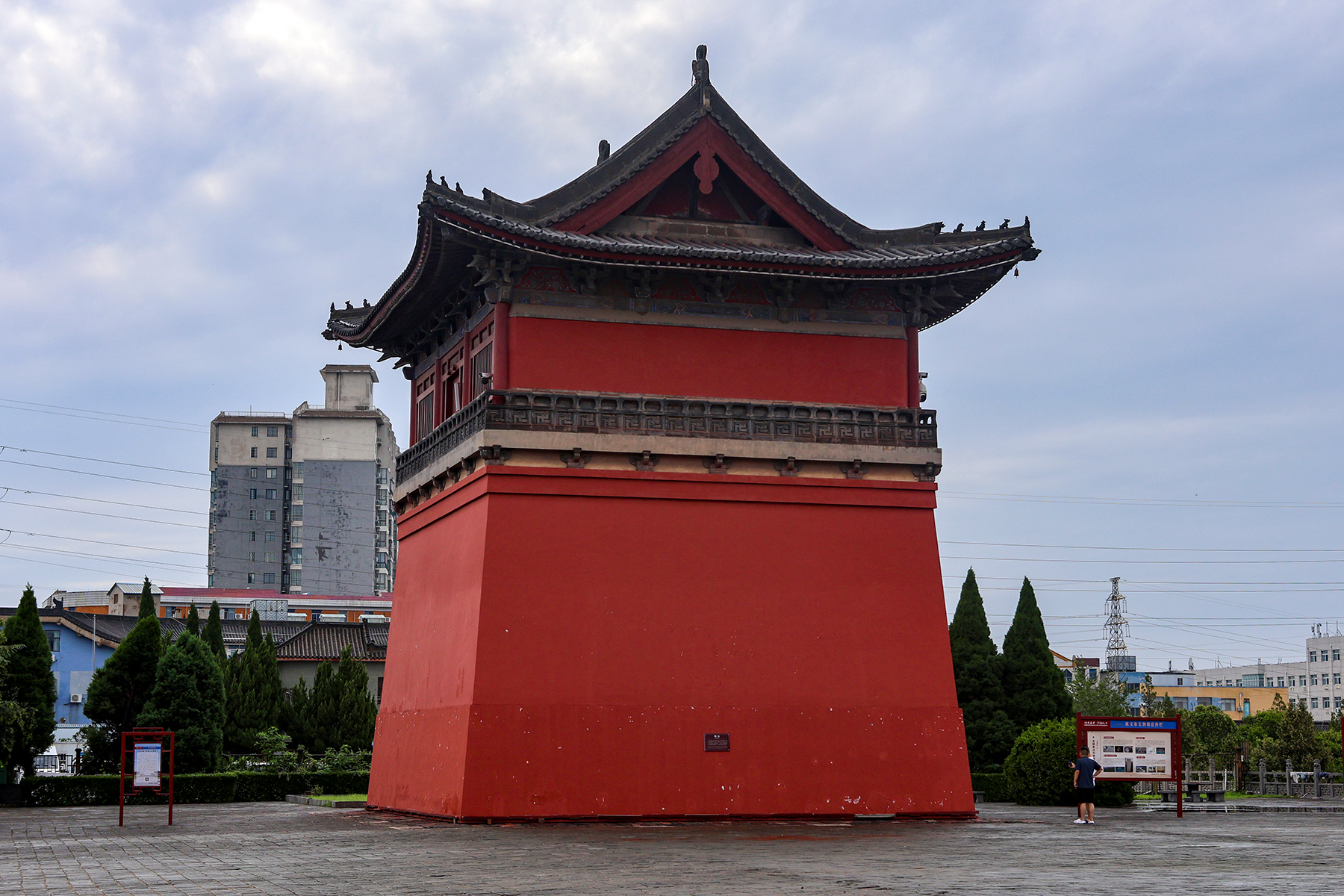
鹊台（西）

#### 石像

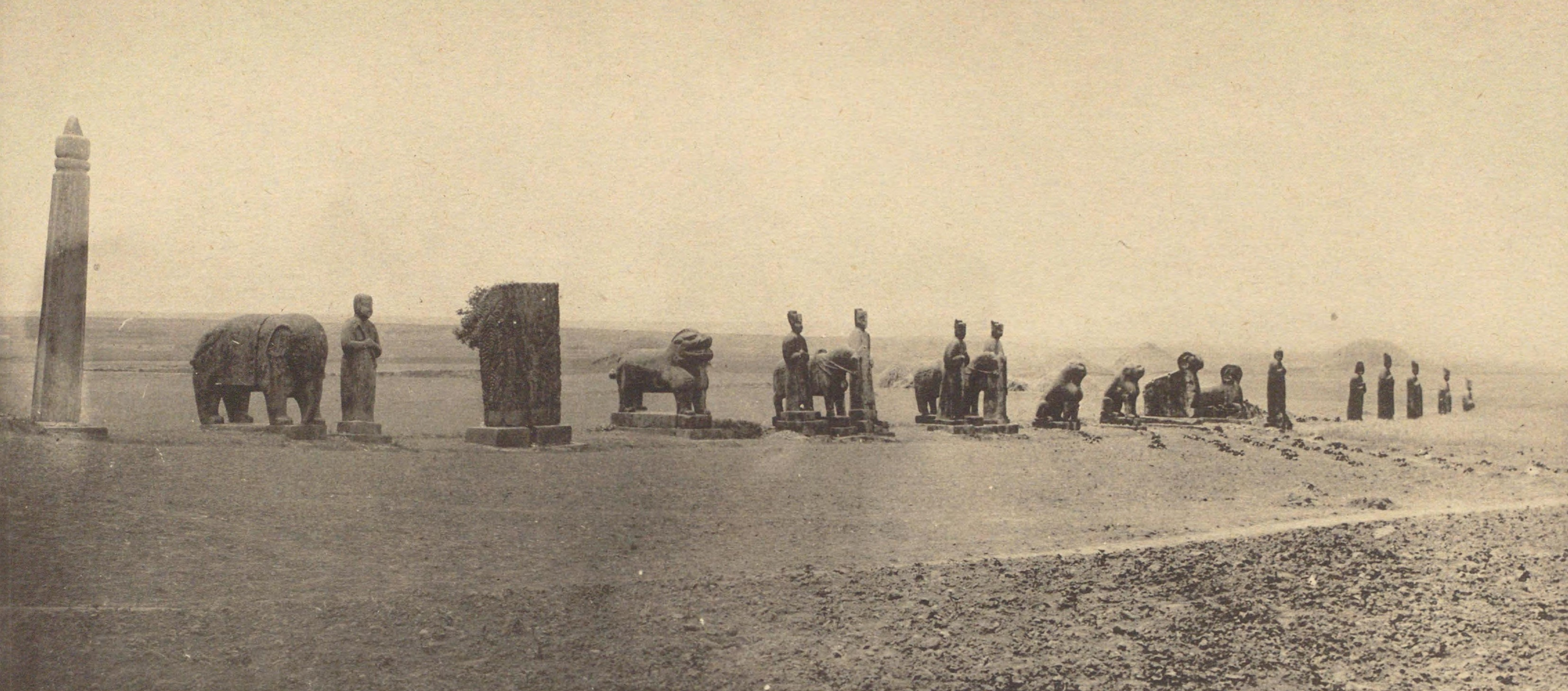
1918年的永昭陵神道西列石像生，可见靠北的神像下身均埋在土中

永昭陵上宫现存60件石像。神道北部的地面曾被垫高，导致客使以北的石像下半身曾埋入地下，两件南神门石狮仅露出头顶。在永昭陵抢救保护工程实施后，永昭陵的石像已全部恢复到地面之上。60件石像中，除东、西、北神门外的各一对石狮外，其余石像均分列于乳台与宫城南神门之间神道的东西两侧，东西两列石像生间距43.7米，每列之中石像与石像间的间距为4.2-5.2米:137。
永昭陵于北宋中期修建，石像的风格开始由早期的粗壮雄伟趋向挺拔秀美。与早期的永熙陵与永定陵的石像相比，永昭陵的石像下的连座和底座四周均没有雕刻花纹。人物类均为长方脸，颈部加高，人物的衣纹的线条加宽并加深，文武官进贤冠的额饰作团花，反映官品的梁数均为三梁。动物类雕像较简洁，甪端和走狮胸向前突，背部平直，通身浑圆，四肢粗短，瑞禽石屏由早期的弧形顶变为平顶。望柱的柱身收刹更为明显，柱顶的宝珠由桃形变为尖圆形:457。
永昭陵神道两侧的石像从南向北依次为：
- 望柱两件：东西列各一件望柱，位于神道南端，大小、形制均相同。柱身呈八棱形，柱顶尖圆，向上收刹明显[7]:137。

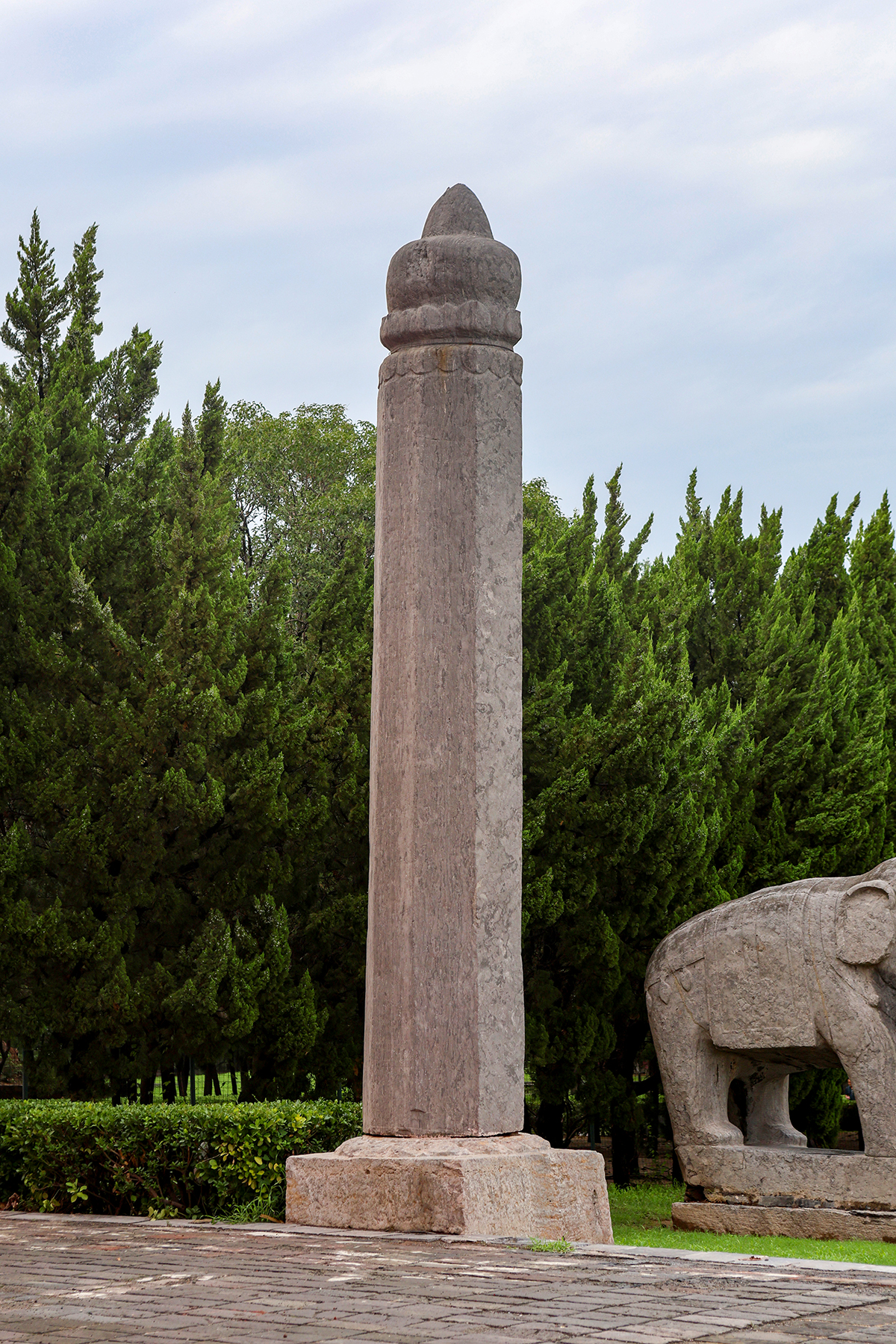
望柱（西列）
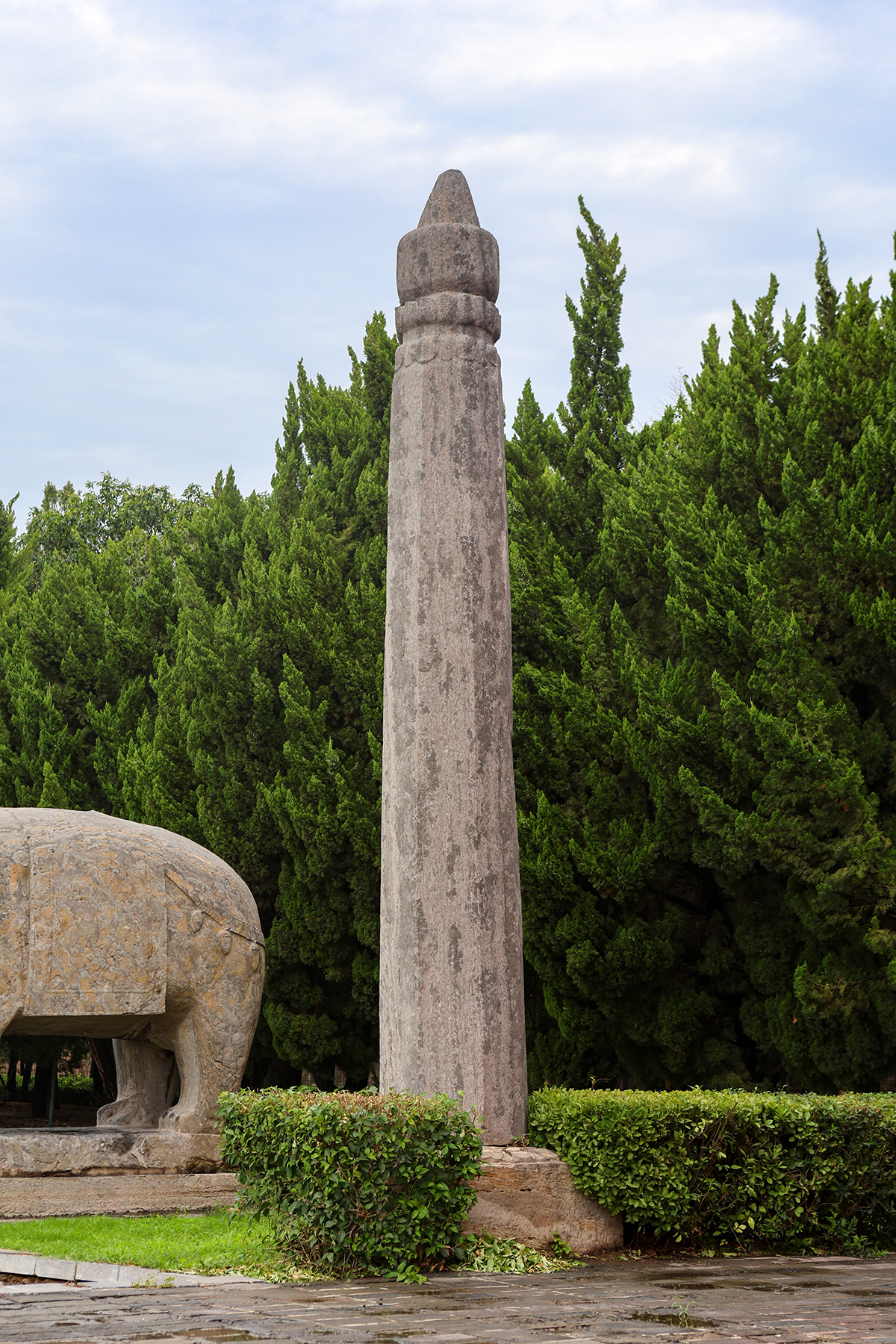
望柱（东列）

- 象与驯象人两组：东西列各一组，每组包括一件石象和一件驯象人。石象鼻向内弯曲，比永定陵的石象体型较瘦，象背上无莲花座饰，鞯褥两侧雕刻有莲花蹬装饰。两件驯象人石像的区别较大，东列的驯象人头发束卷，身着圆领窄袖长袍，腰上系革带，双手握一长柄镐。西列的驯象人则手捧荷花盘，盘中盛放犀角，与客使姿势相同，疑为永厚陵缺佚的客使石像移至此处[7]:137。

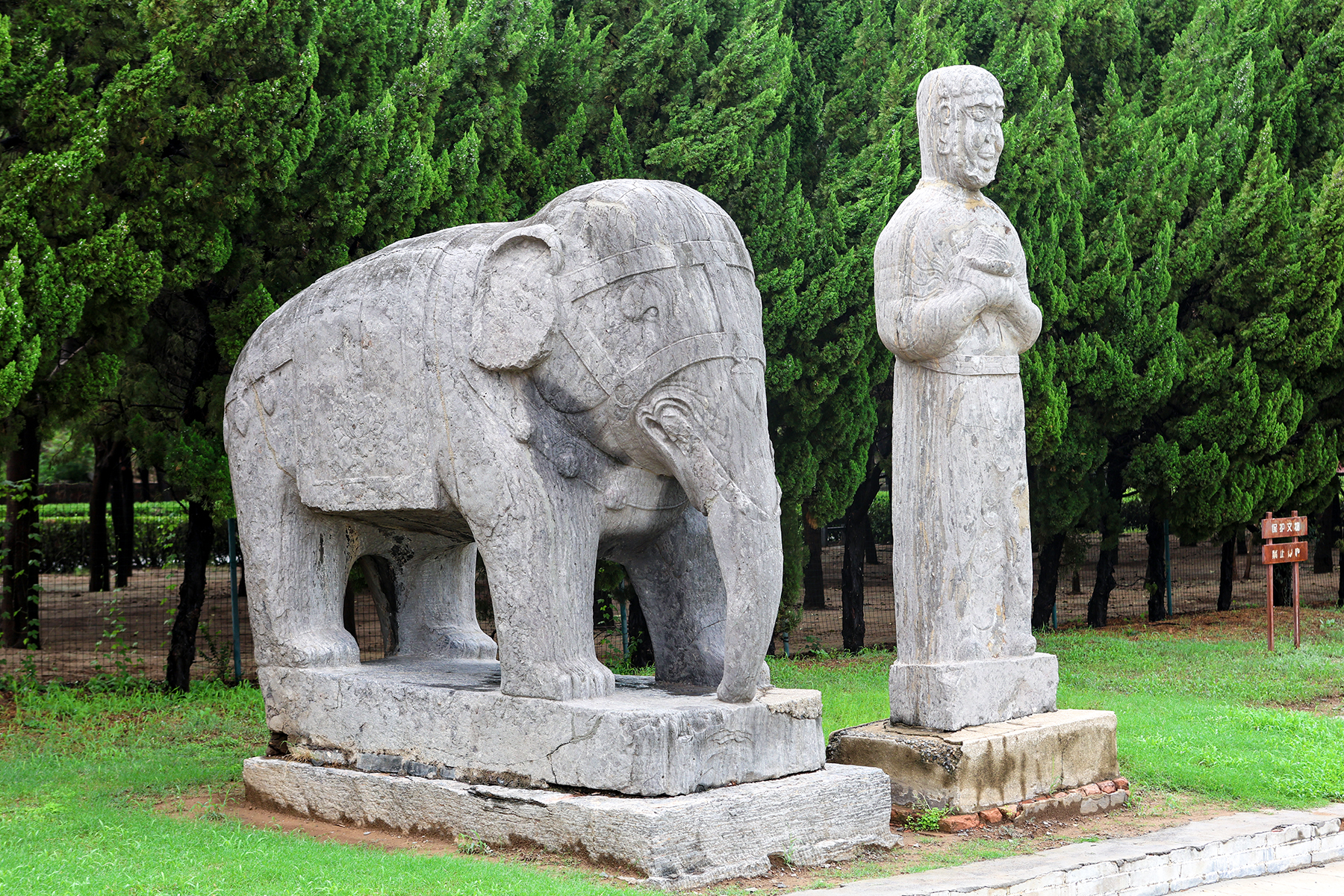
象与驯象人石像（西列）
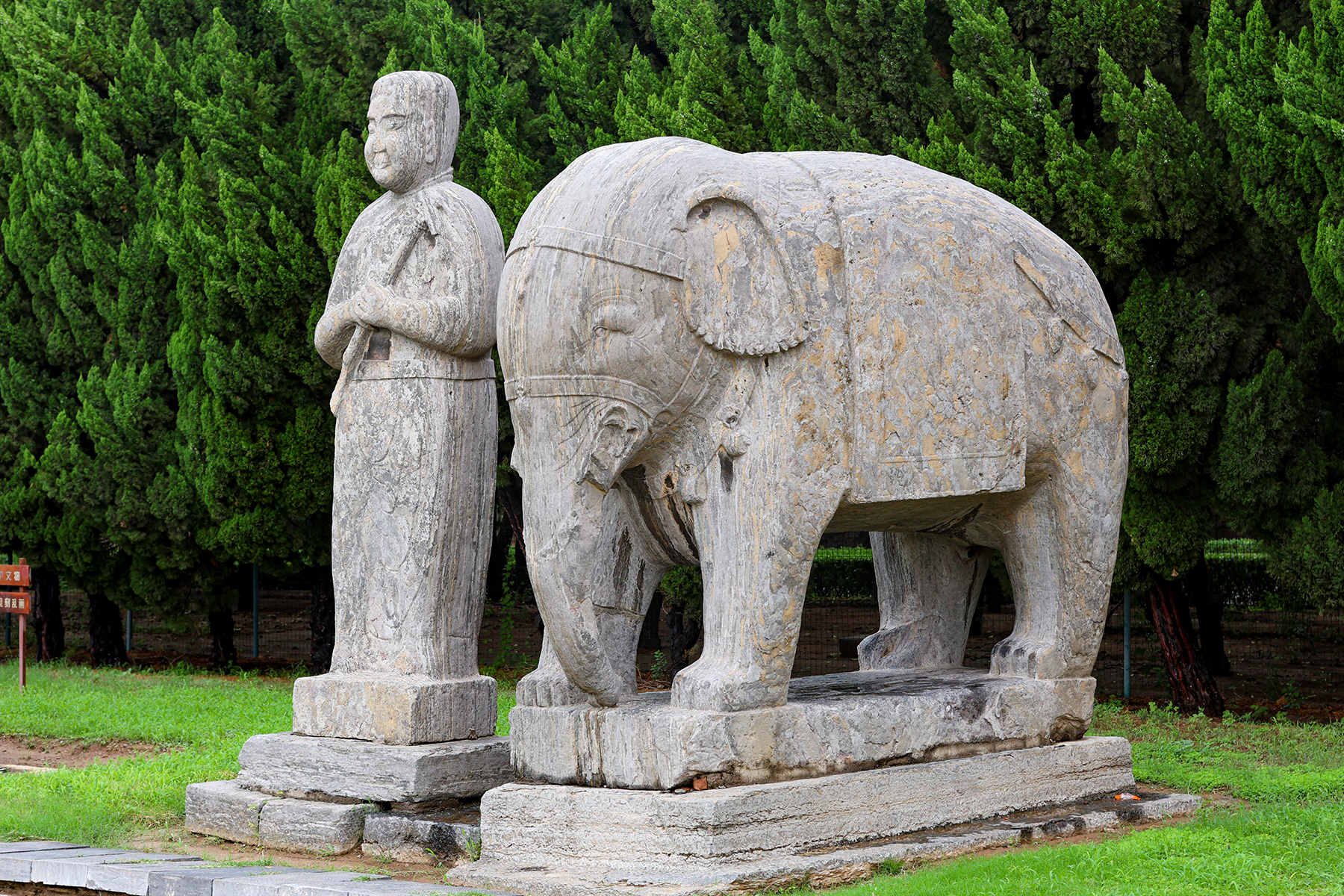
象与驯象人石像（东列）

- 瑞禽石屏两件：东西列各一件瑞禽石屏，石屏均为平顶，呈方形，四面雕宝山纹。瑞禽马头禽身，双翼伸展，做俯冲状[7]:138。

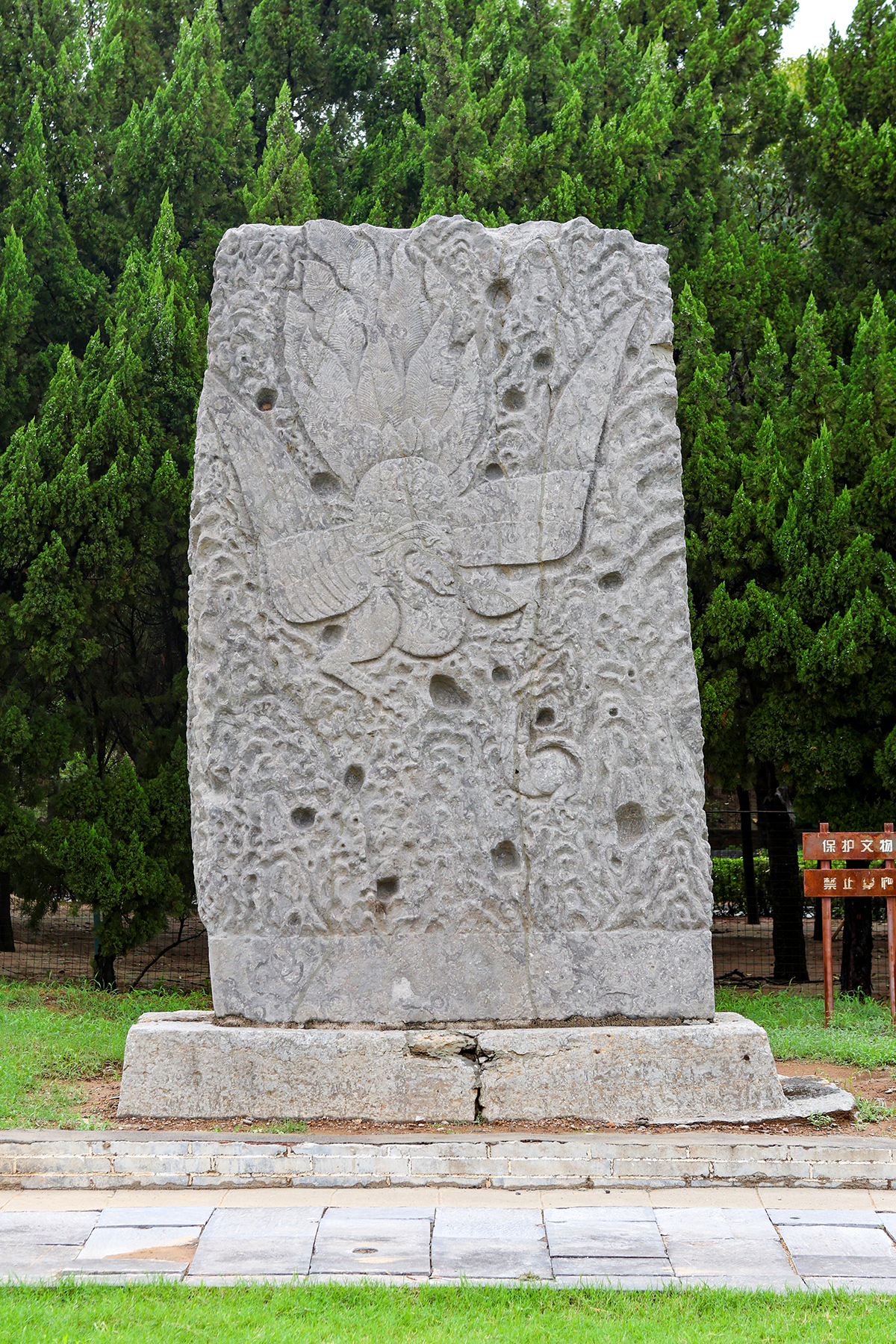
瑞禽石屏（西列）
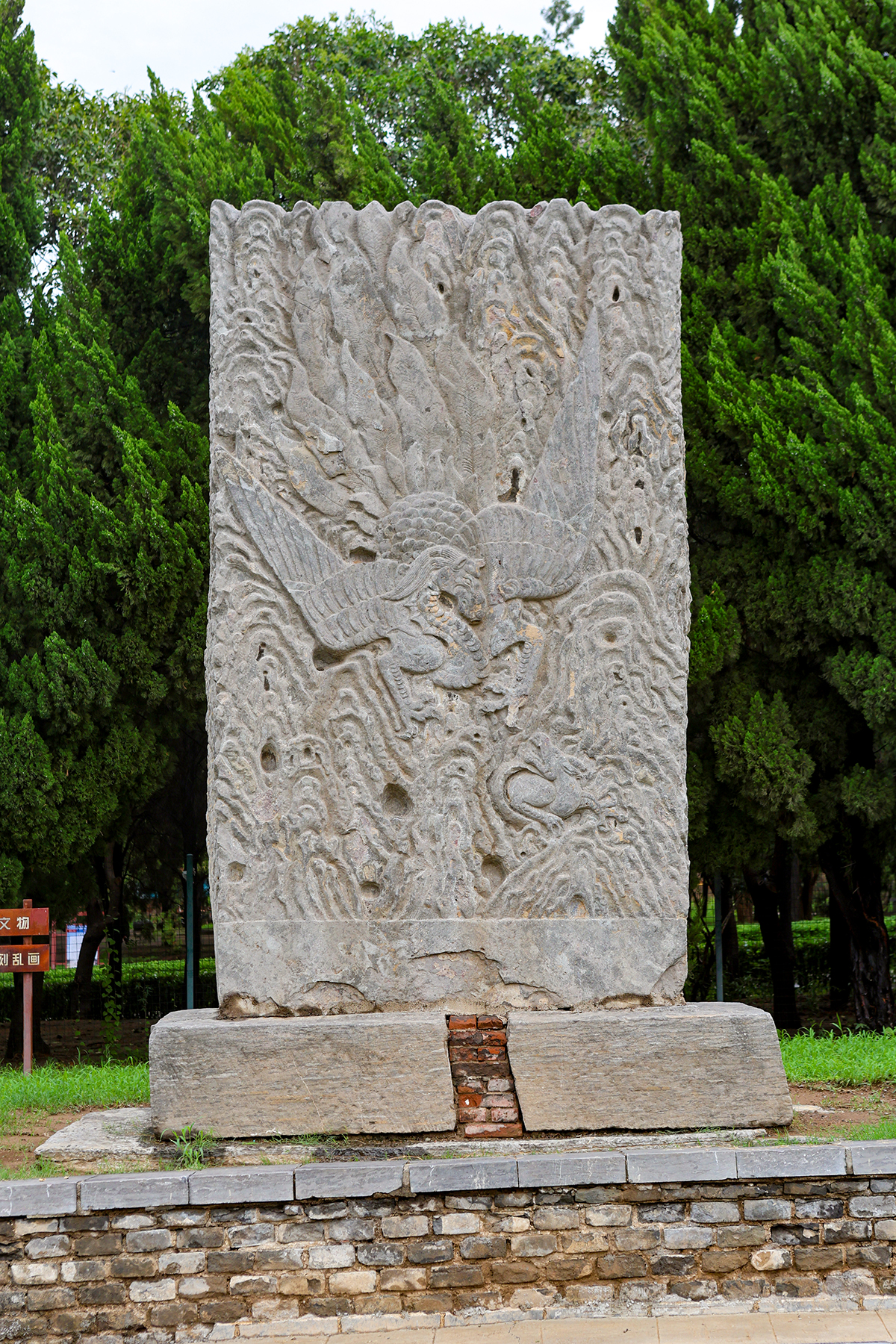
瑞禽石屏（东列）

- 甪端两件：东西列各一件石甪端，均为行走姿态，张口，独角，批鬣。两肋间雕刻有翼纹[7]:138。

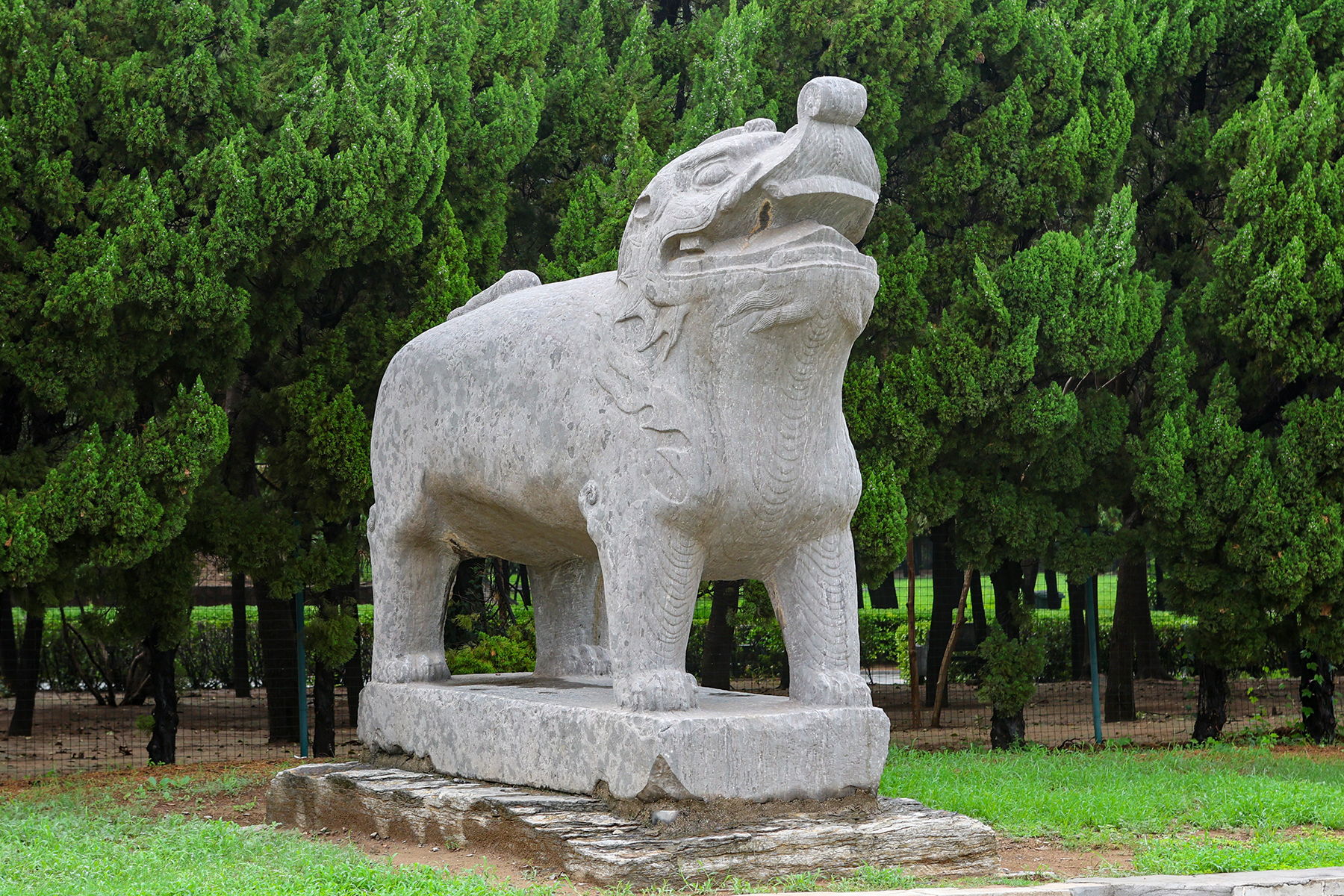
石甪端（西列）
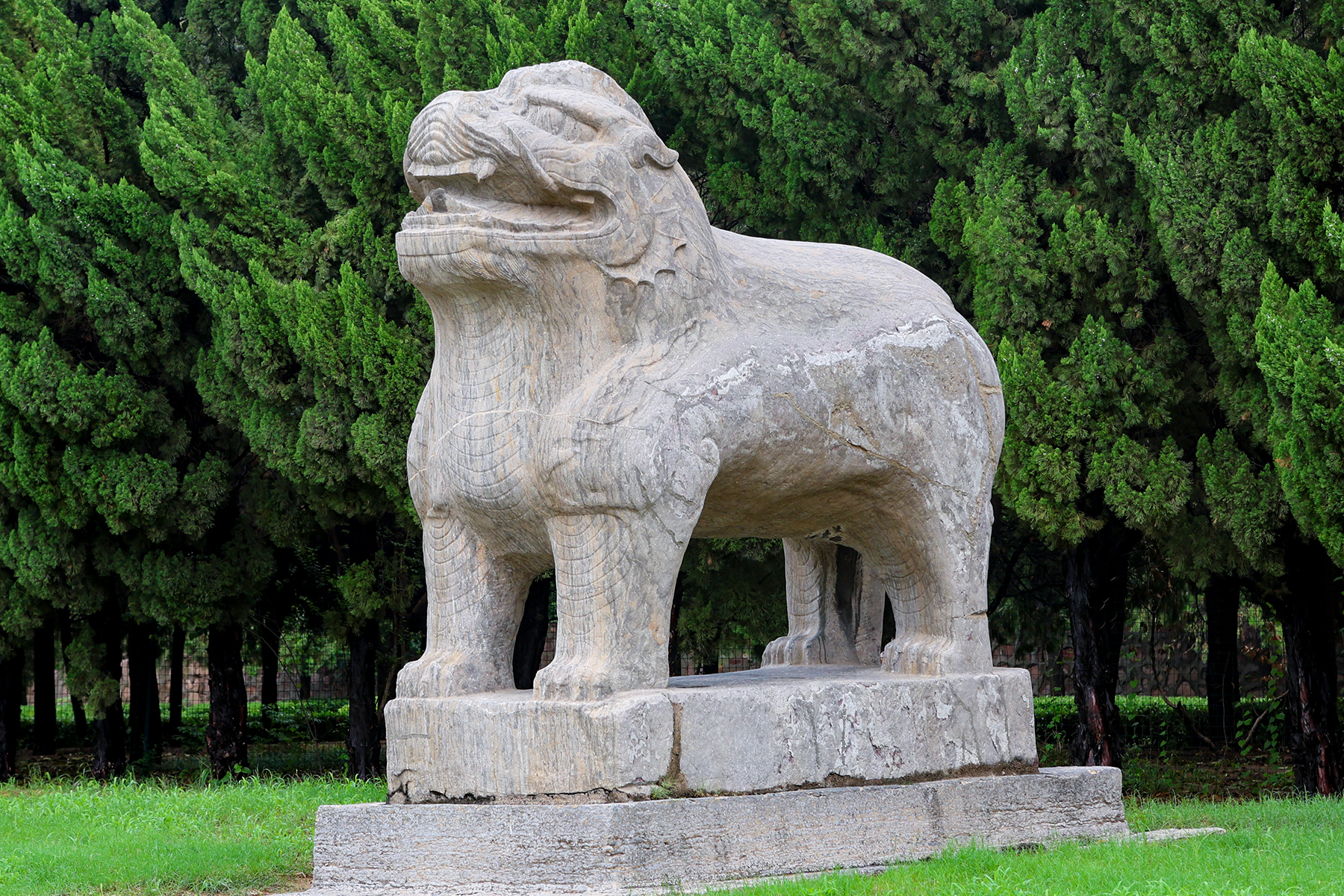
石甪端（东列）

- 马与控马官四组：每组包括一件石马和两件控马官石像，东西各两组，共有四件石马和八件控马官石像，其中西列南侧的石马和东列最北侧的控马官头部残缺。马颈下挂铃铛，鞯褥两侧雕刻有马蹬。控马官头戴幞头，穿圆领窄袖袍服，腰束革带。东列从南数第二、三个和西列从南数第一、二个控马官手执鞭，其余的做叉手状[7]:138。

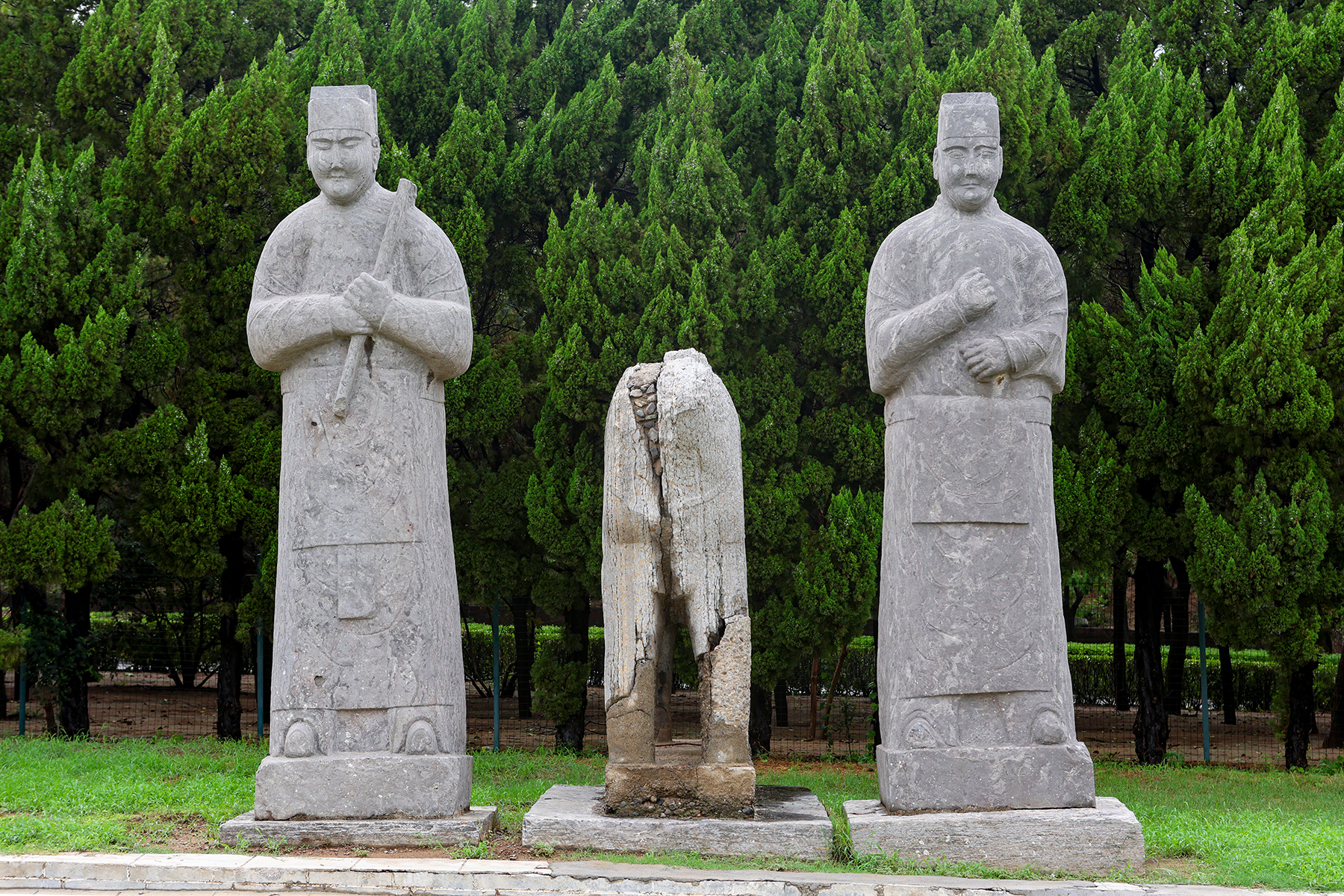
马与控马官石像（西列南一）
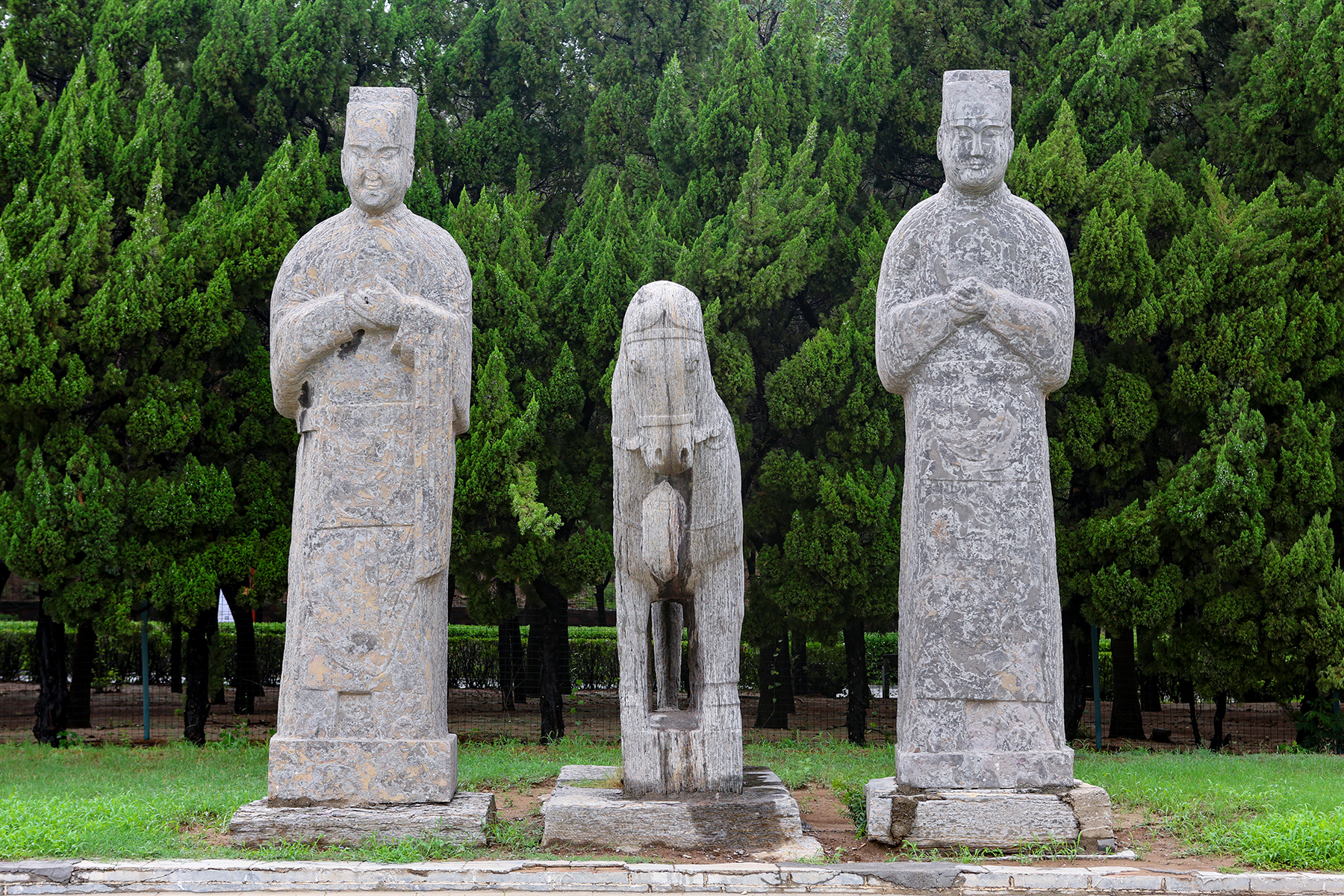
马与控马官石像（西列南二）
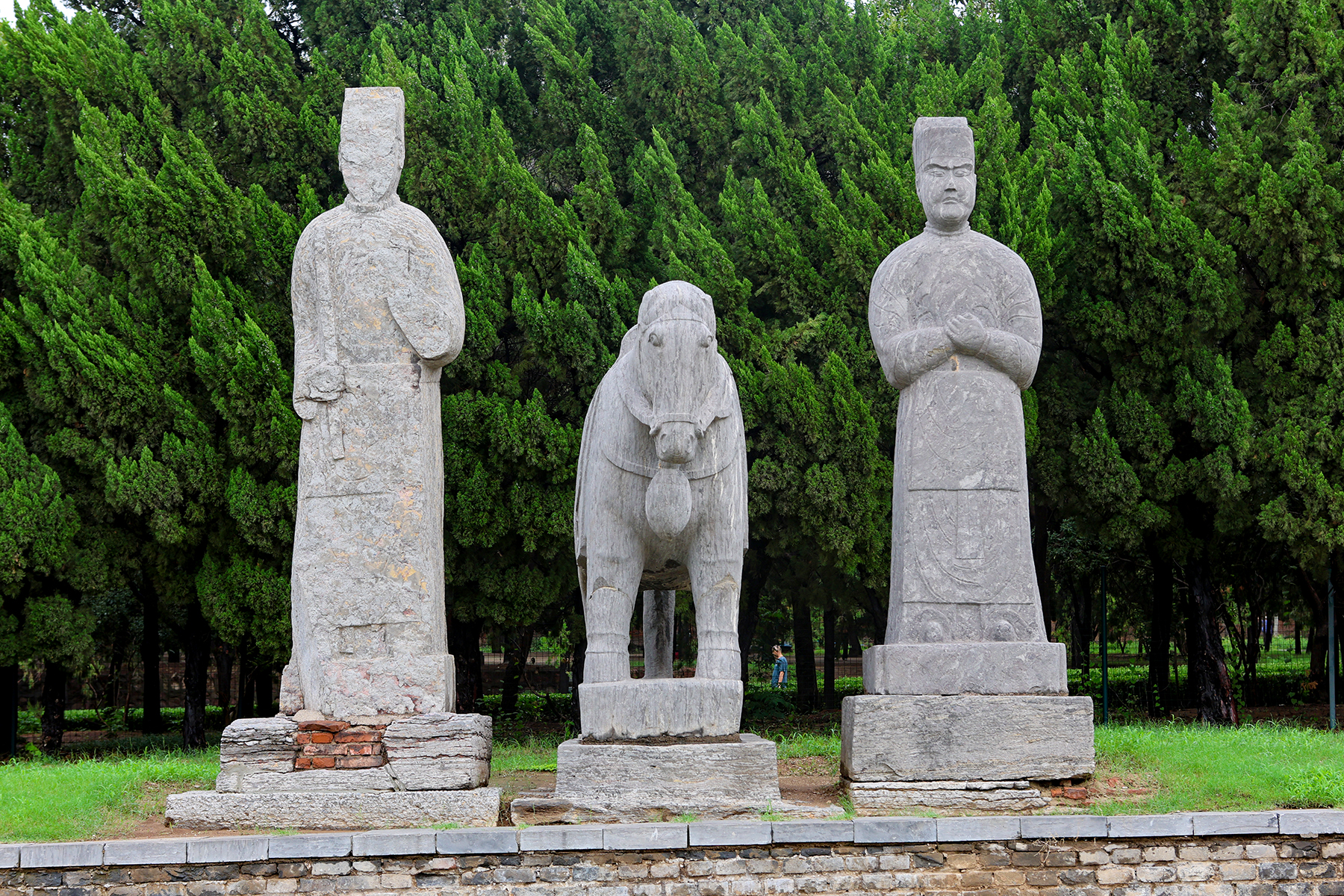
马与控马官石像（东列南一）
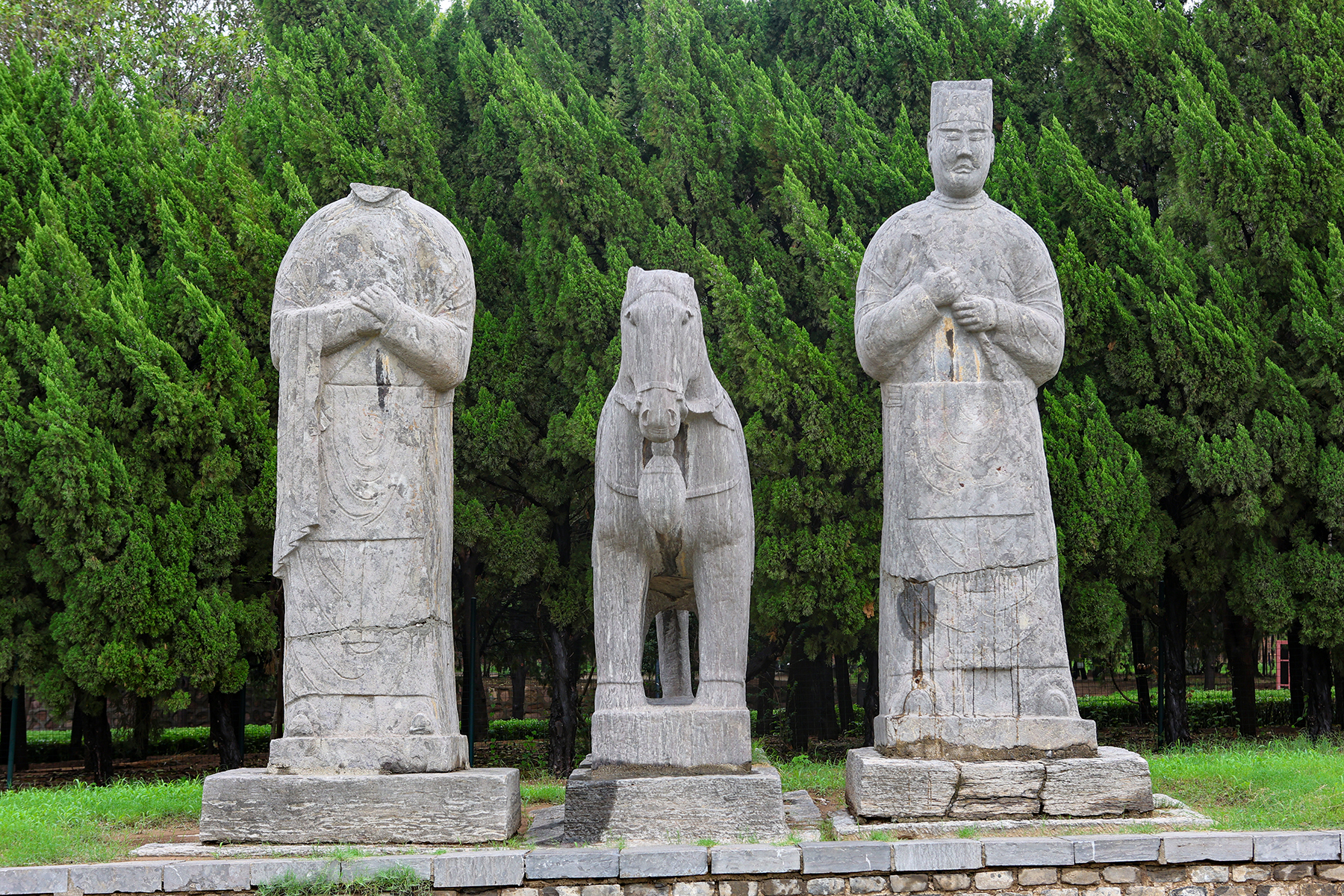
马与控马官石像（东列南二）

- 石虎四件：东西列各两件石虎，身前倾，腿细长，圆目呲牙[7]:138。

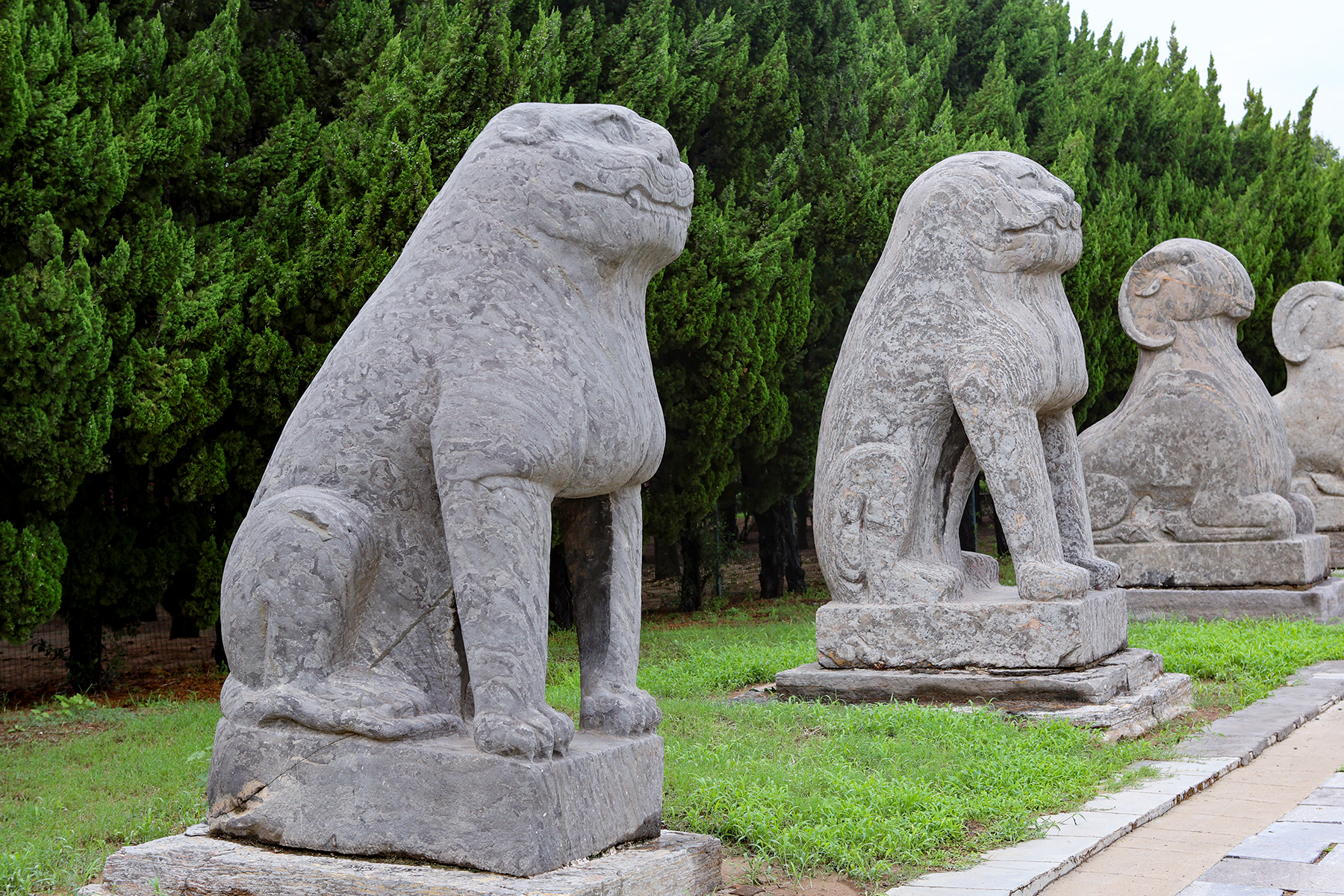
石虎（西列）
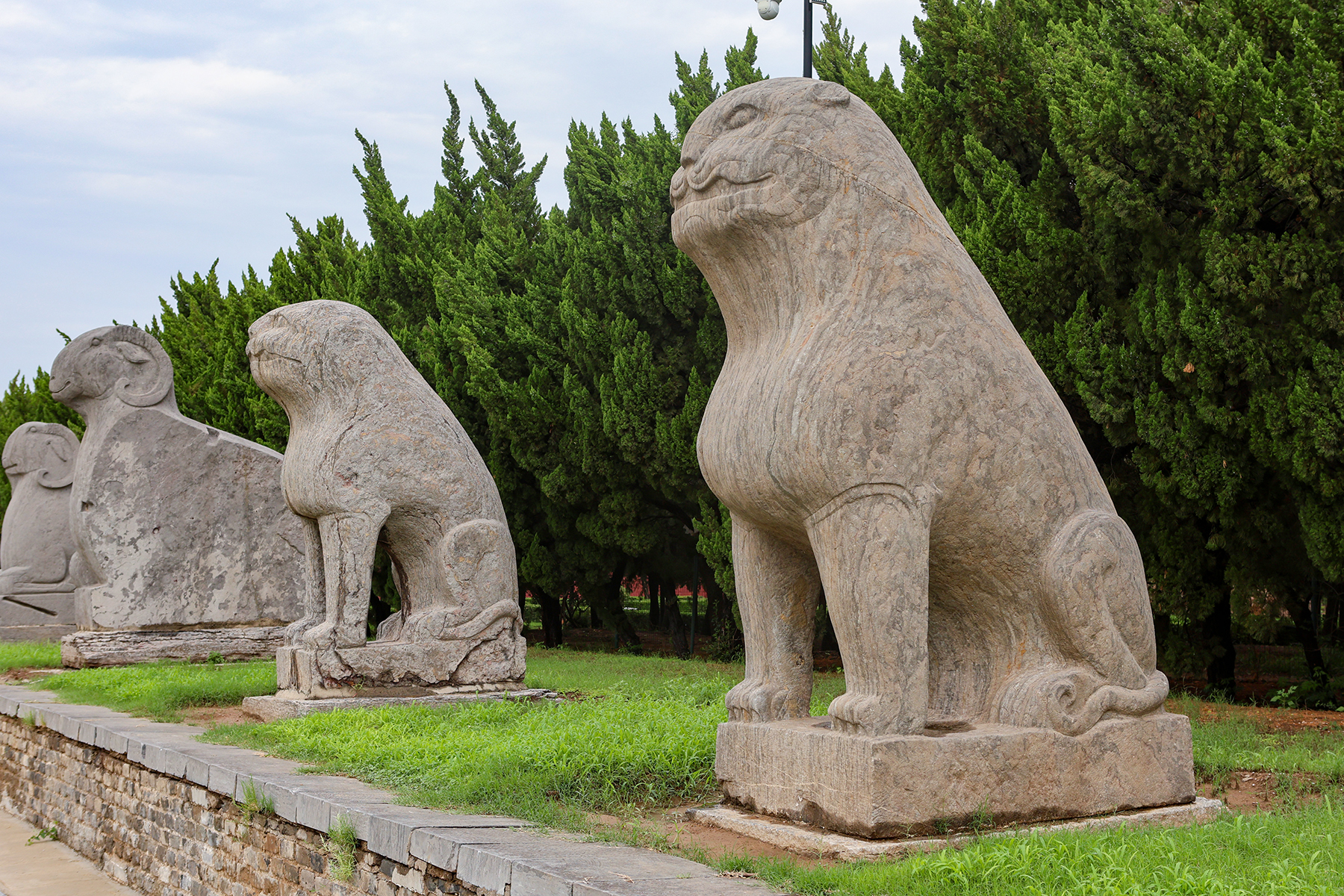
石虎（东列）

- 石羊四件：东西列各两件石羊，昂首跪卧，东列靠北的一件石羊口微张，其余均为合口[7]:138。

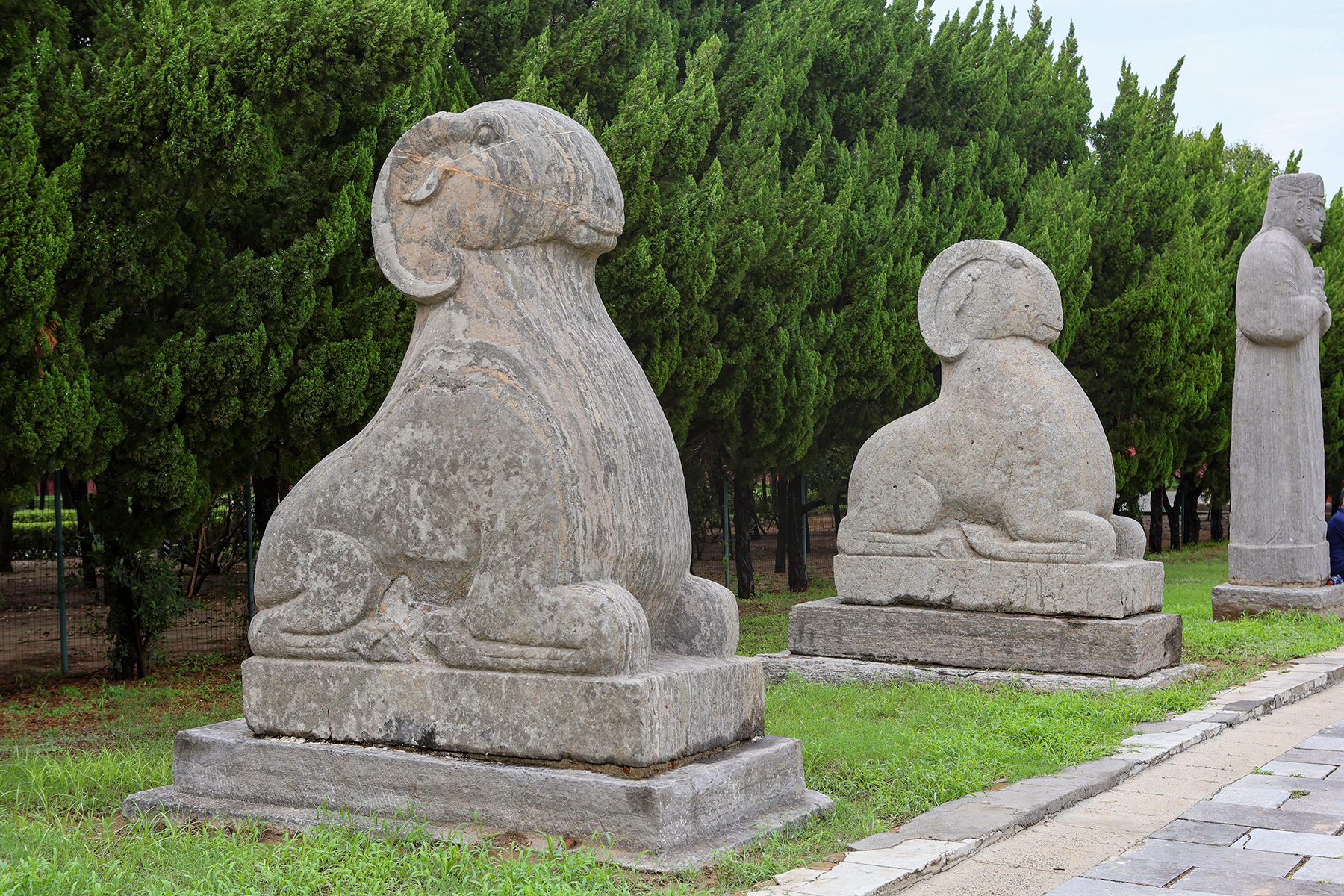
石羊（西列）
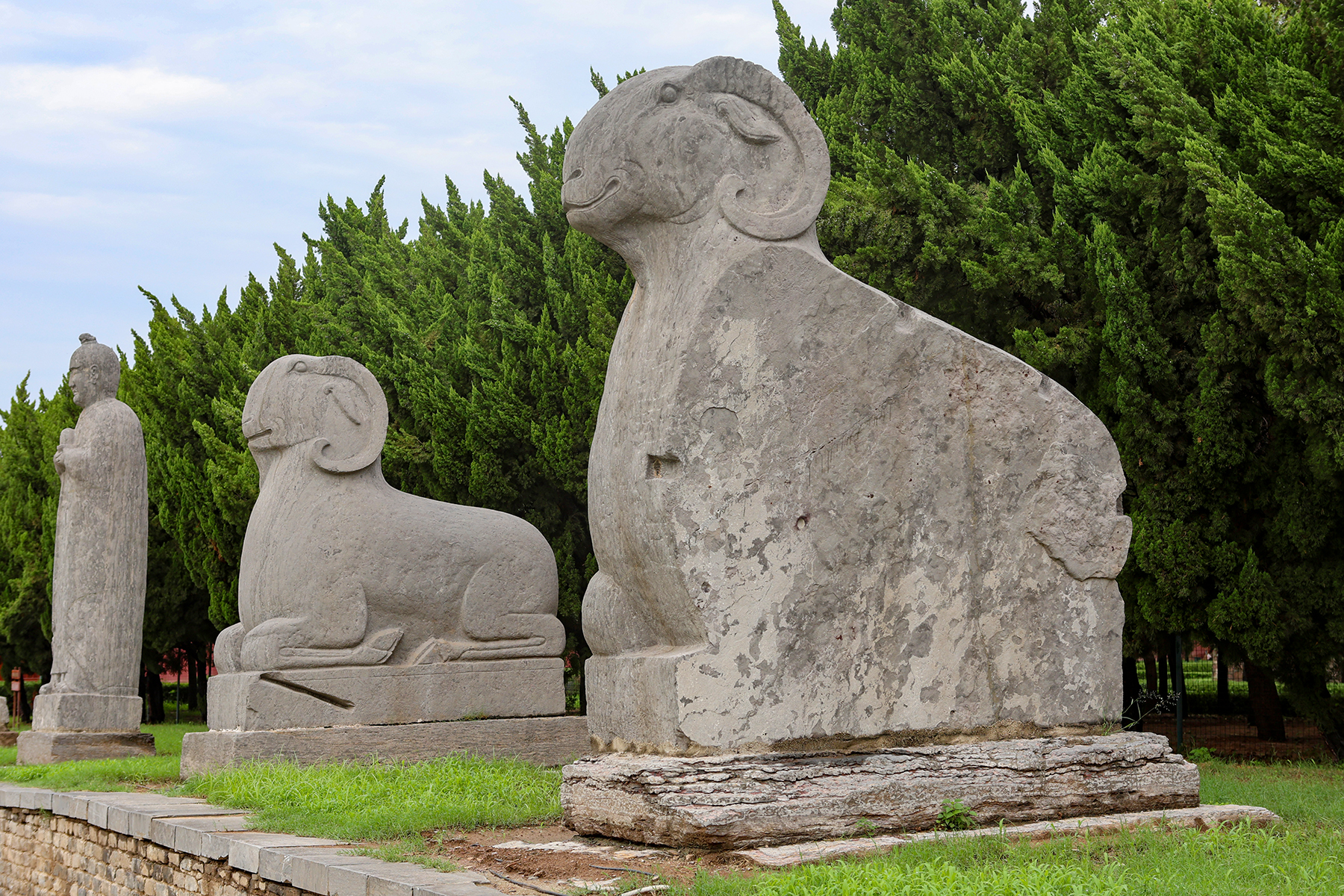
石羊（东列）

- 客使六件：东西列各三件客使石像，均身着异族服饰，形象各异。东列南侧的客使梳发椎髻，肩上披披风，腰上系带，赤足，手捧荷花盘，内盛一犀角；中间的客使头部残缺，身上穿圆领窄袖袍，腰束革带，手捧长方形盒子；北侧的客使冠上有伏狮，亦着窄袖袍，手捧长方盒。西列南侧的客使包头巾，戴耳环，身穿圆领窄袖袍，手捧莲瓣纹盘，内盛珊瑚；中间的客使头戴似冠，前顶浮雕卷云纹，两侧有凤翅纹，双耳戴耳环，身穿长袍，腰束革带，双手抱着一件束颈圆腹瓶；北侧的客使，头戴翻檐圆顶帽[7]:138-153。

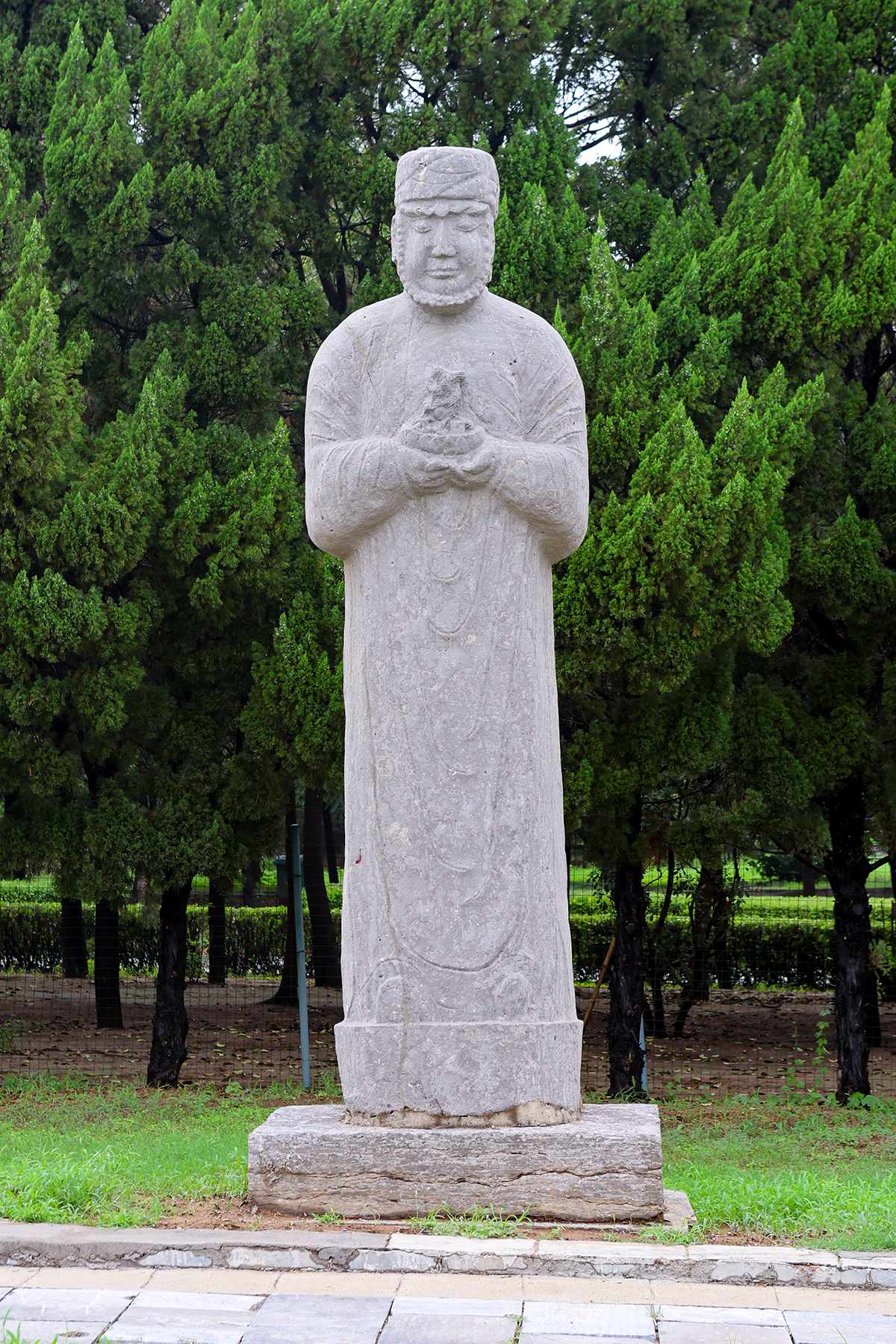
客使石像（西列南一）
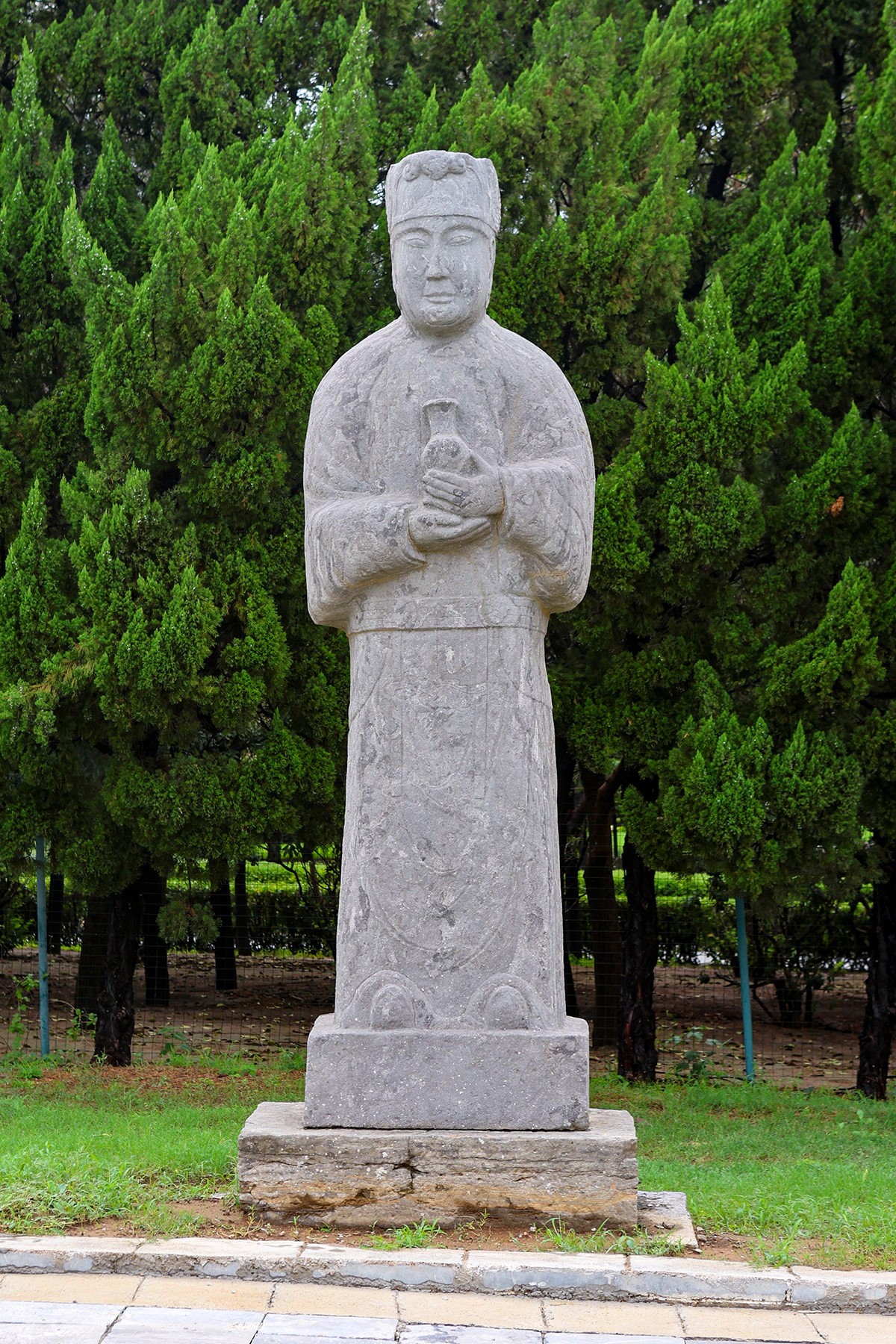
客使石像（西列南二）
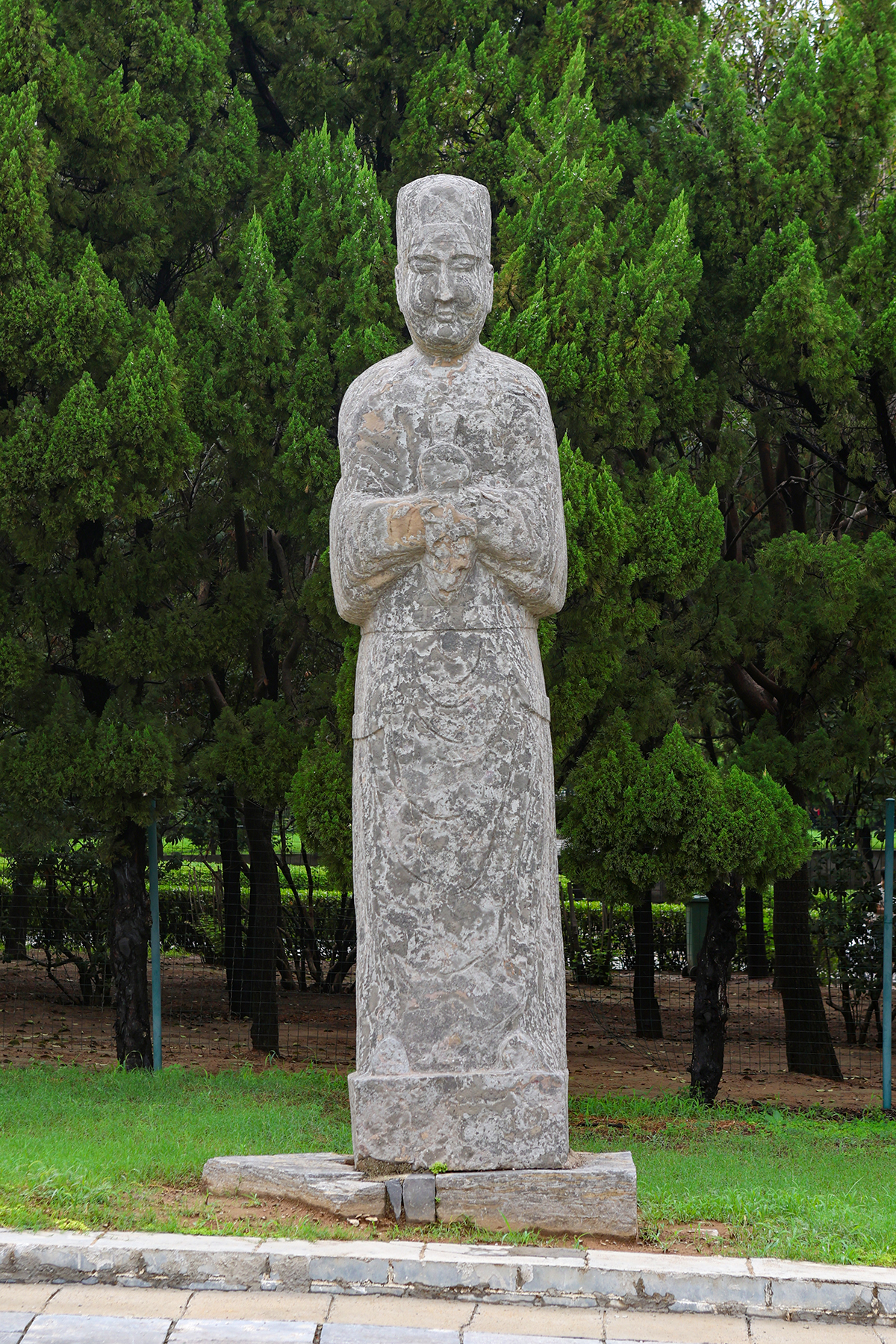
客使石像（西列南三）
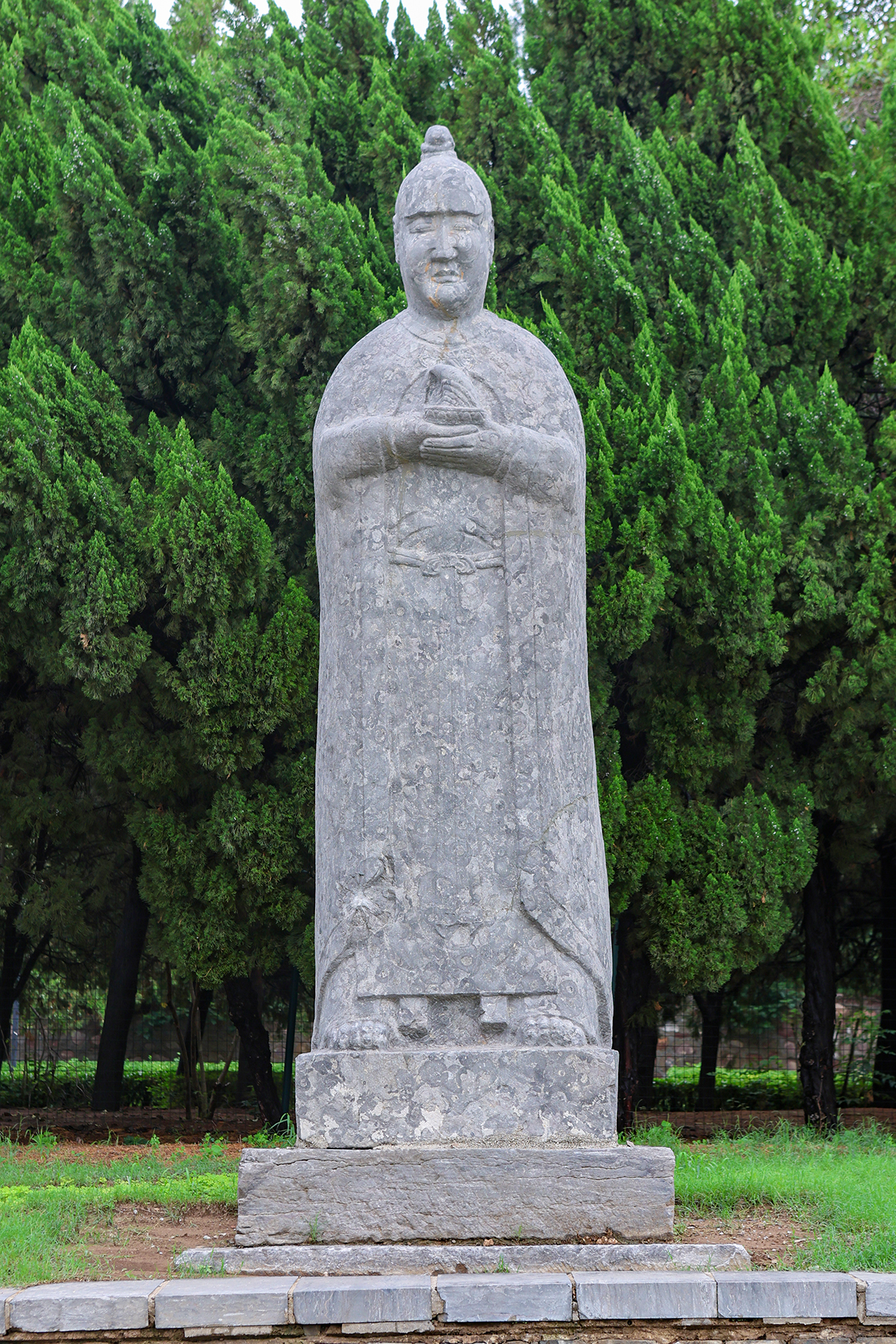
客使石像（东列南一）
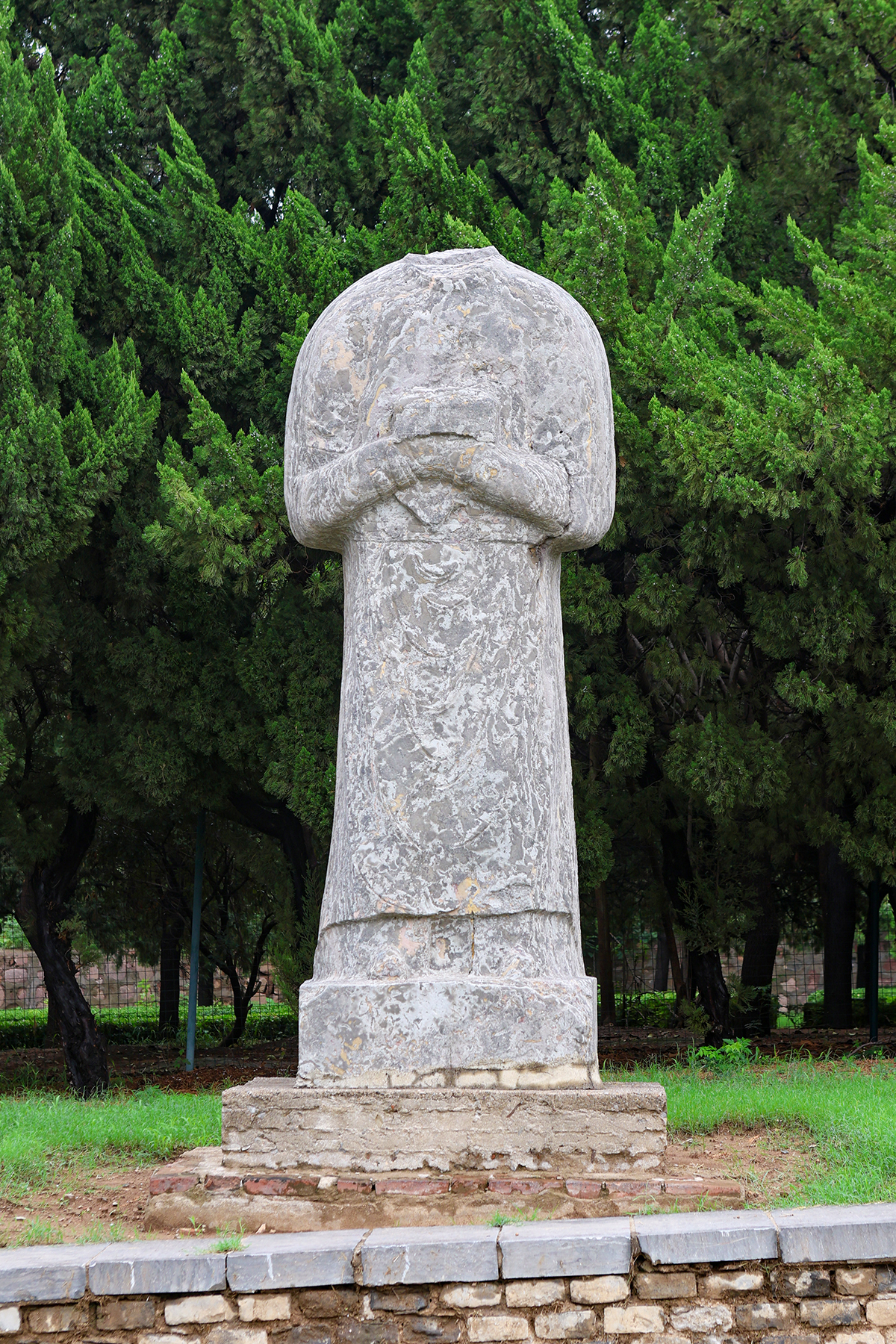
客使石像（东列南二）
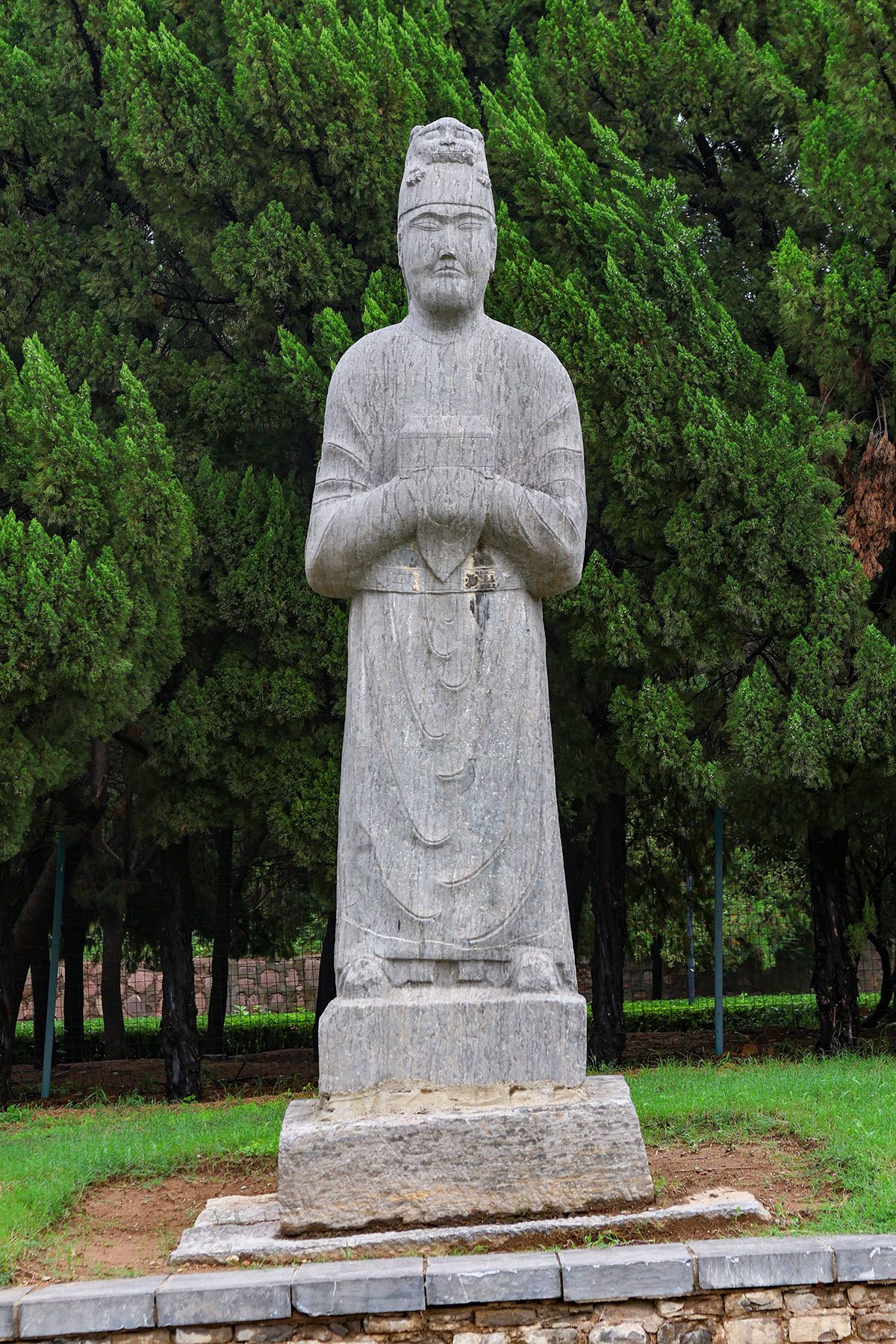
客使石像（东列南三）

- 武官四件：东西列各两件武官石像，均头戴三梁冠，冠上有额花，身穿宽袖长袍，腰束革带，双手拄剑[7]:153-158。

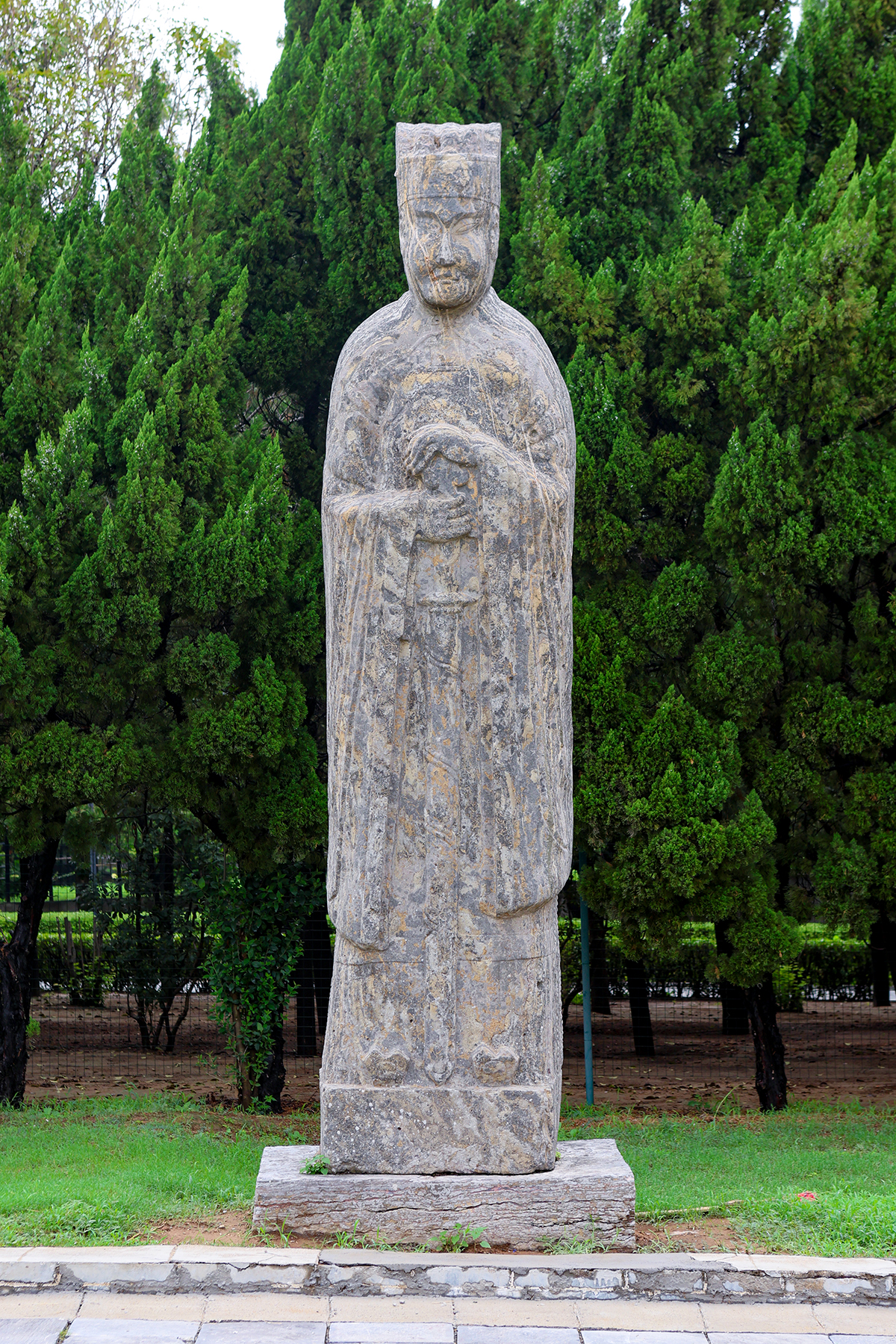
武官石像（西列南一）
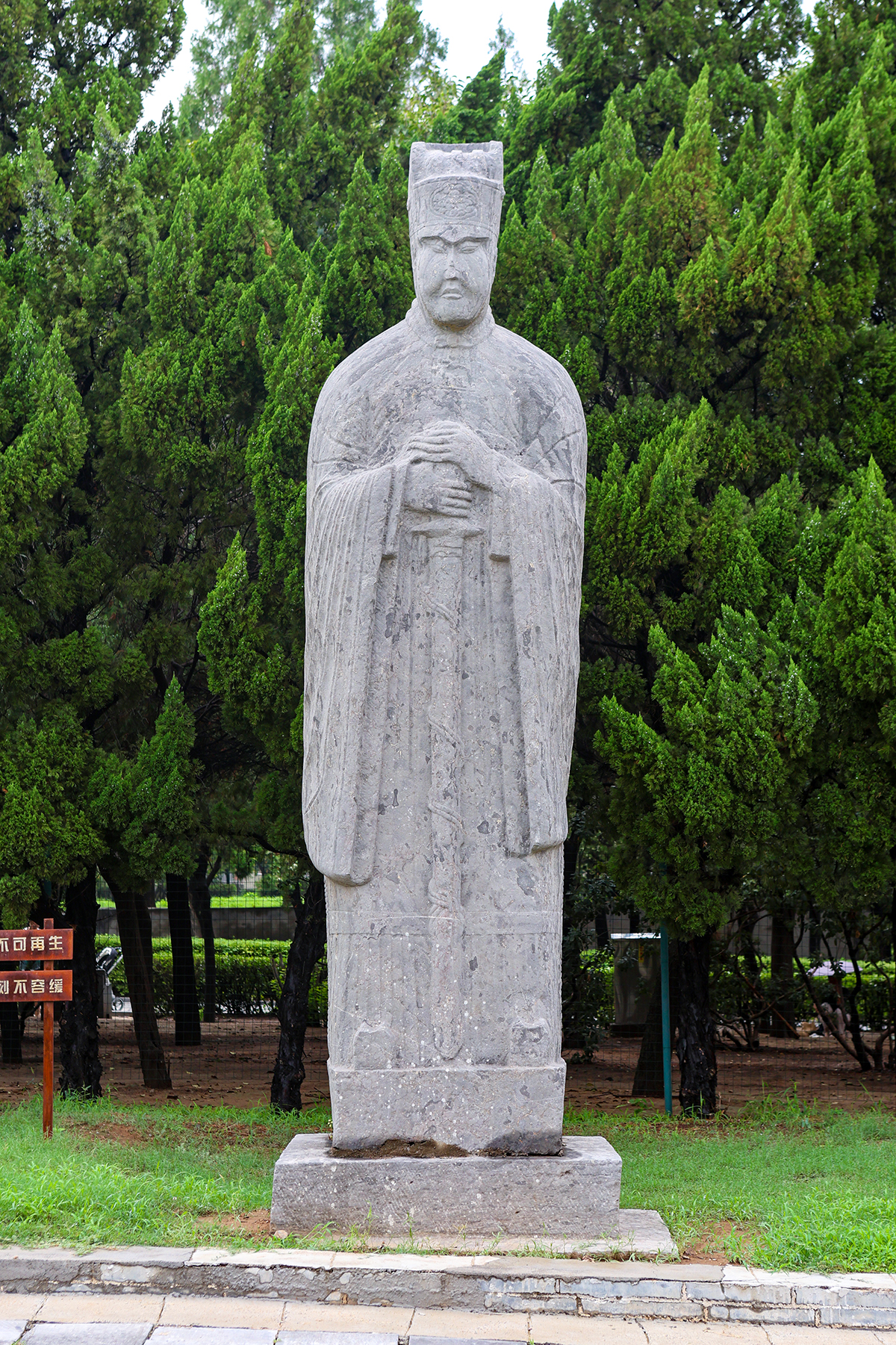
武官石像（西列南二）
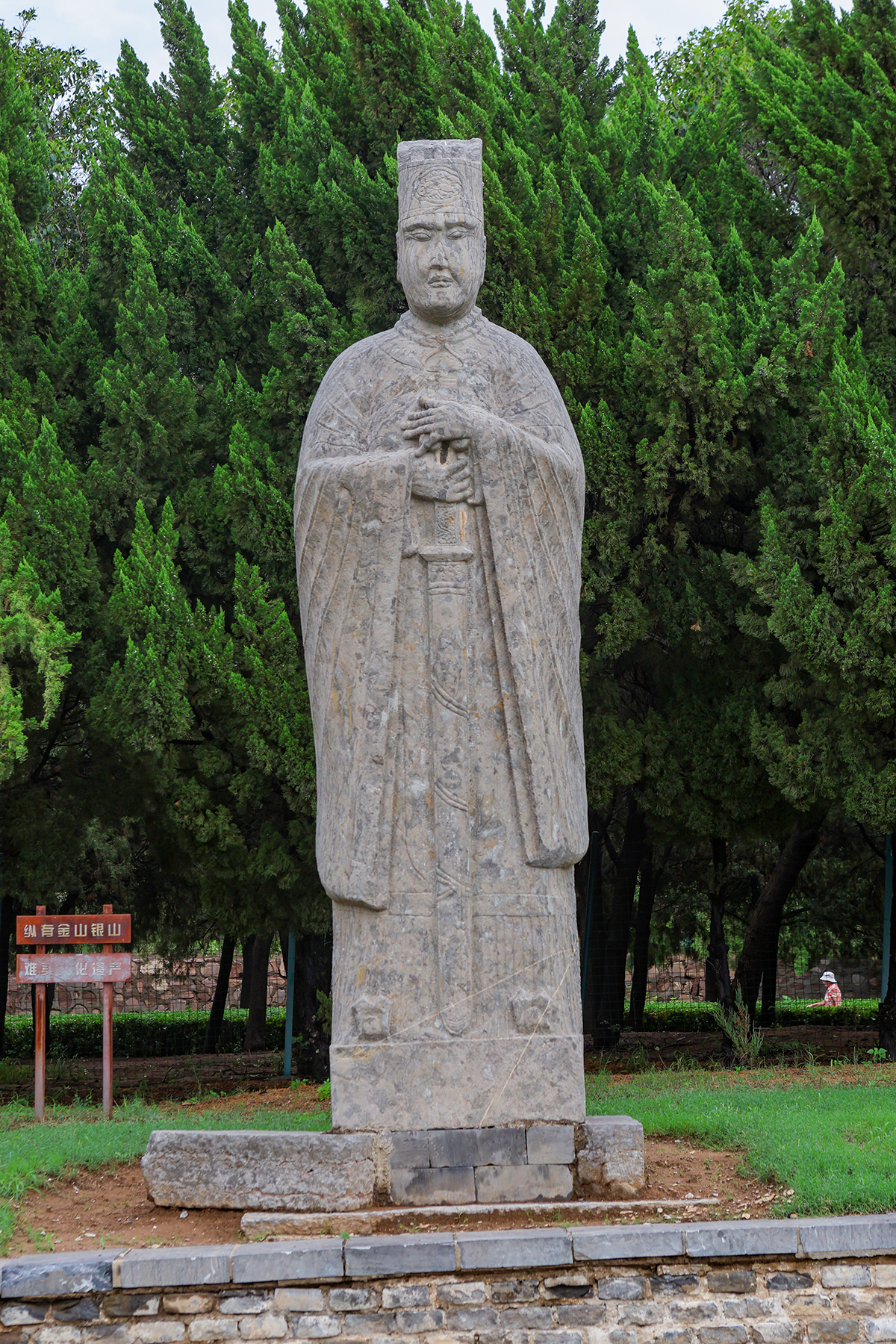
武官石像（东列南一）
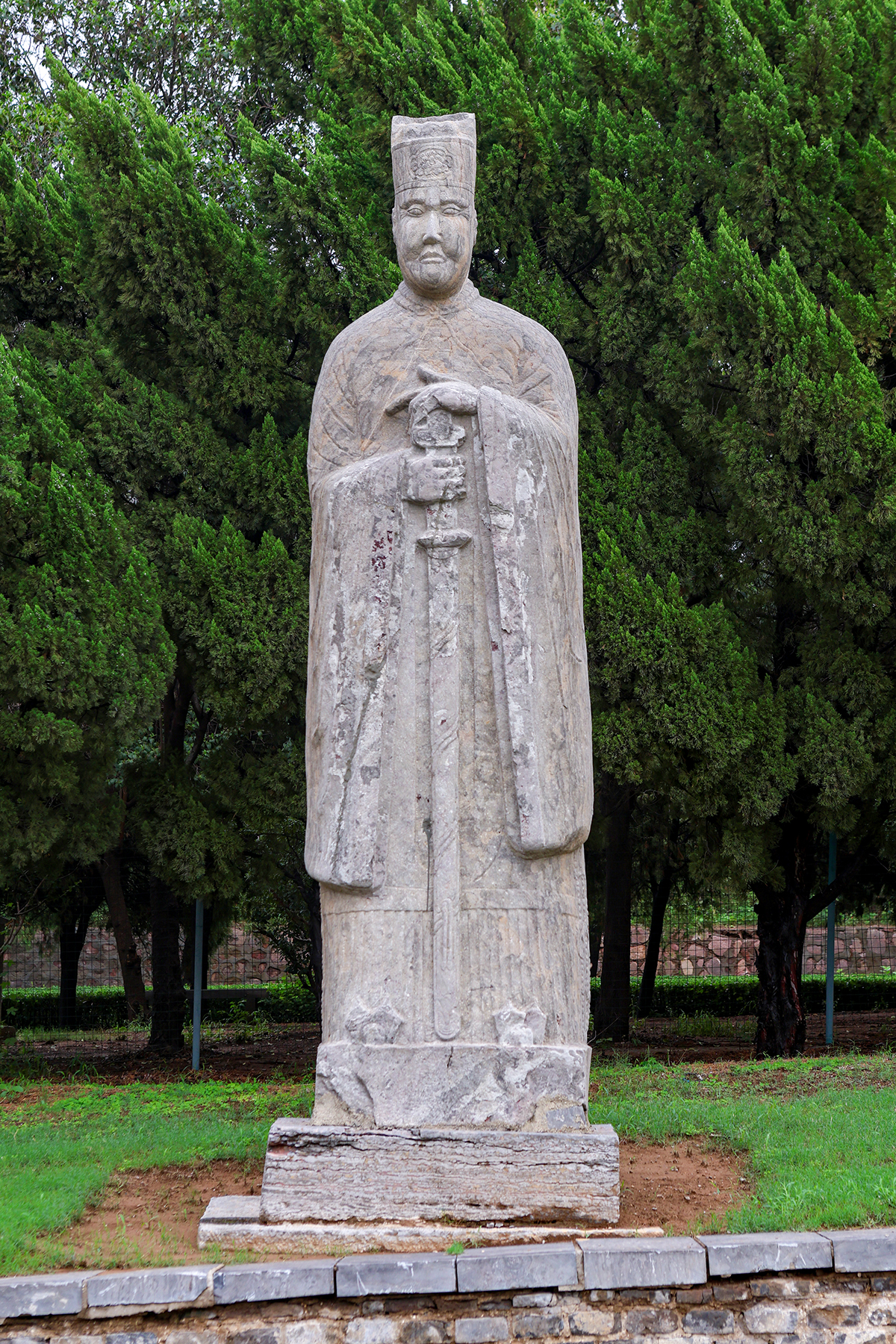
武官石像（东列南二）

- 文官四件：东西列各两件文官石像，冠服与武官相同，左侧佩长剑，双手执笏[7]:158。

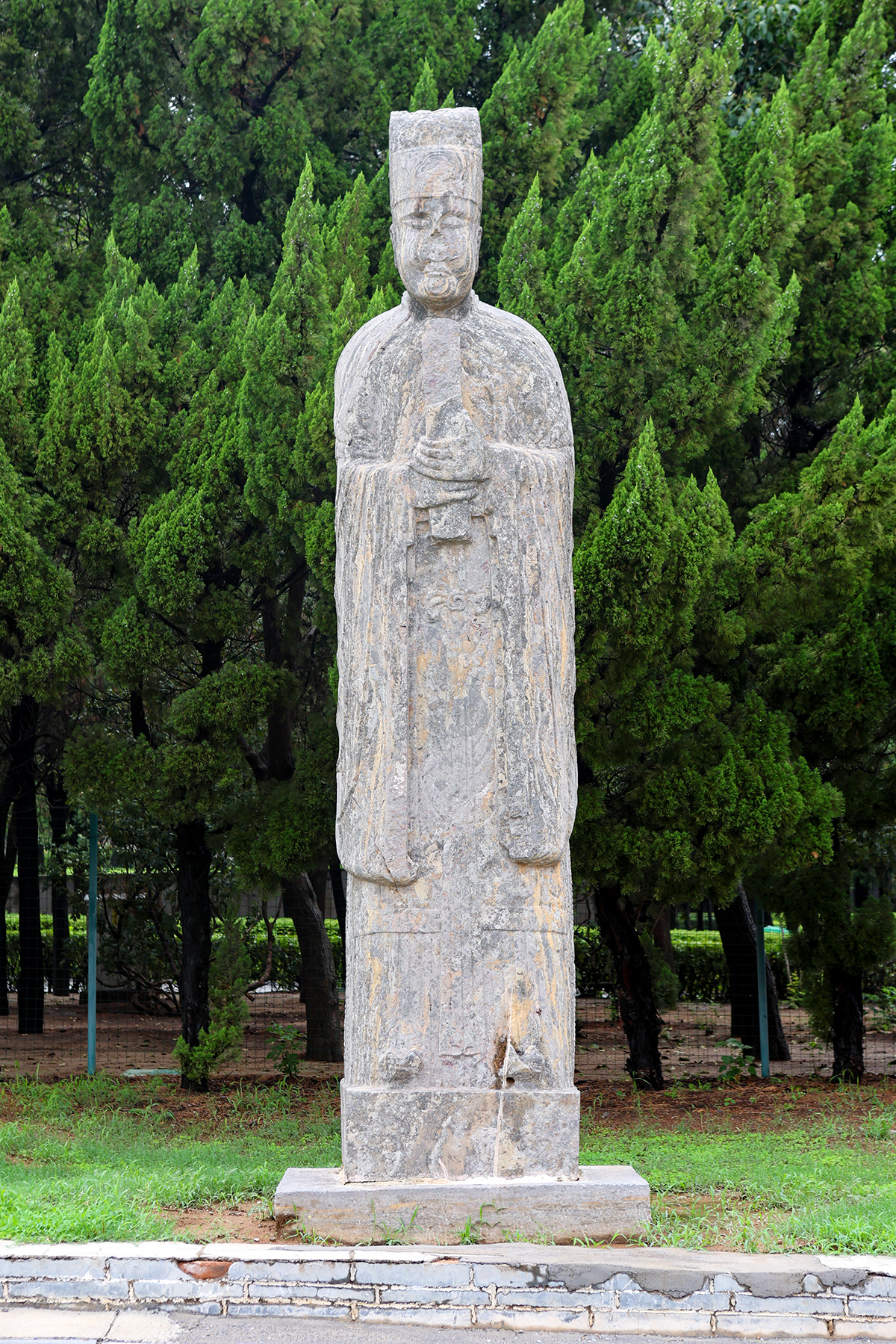
文官石像（西列南一）
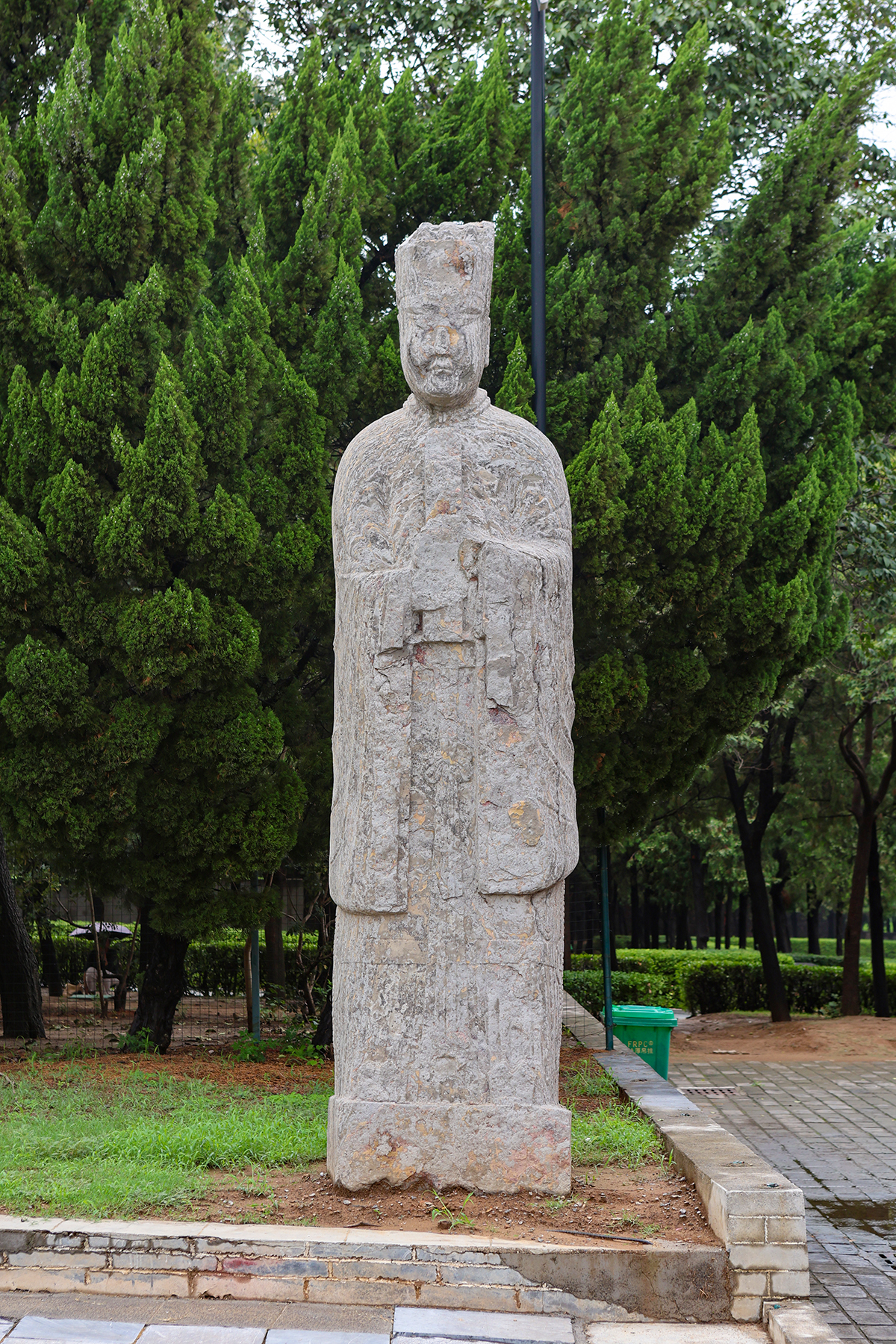
文官石像（西列南二）
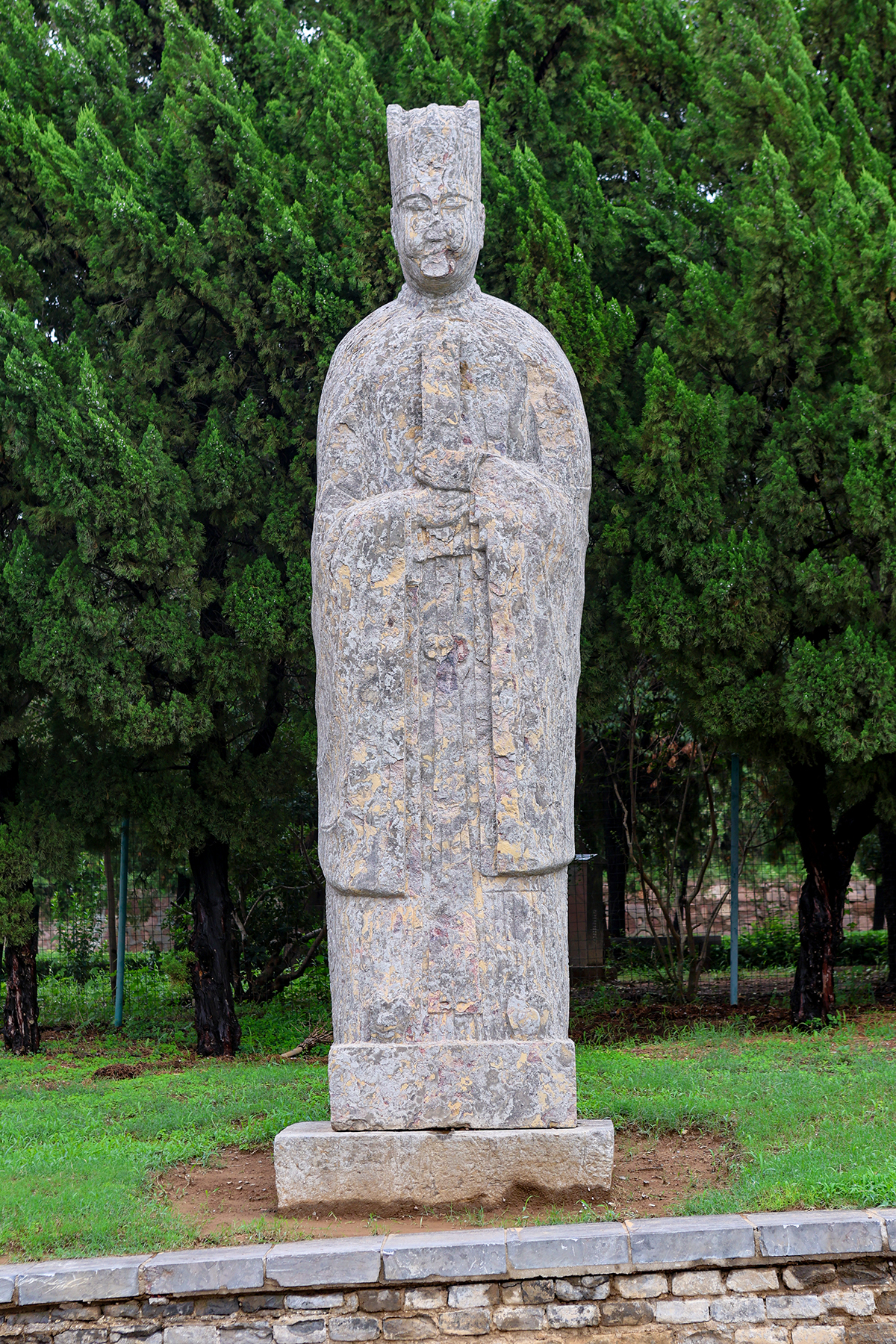
文官石像（东列南一）
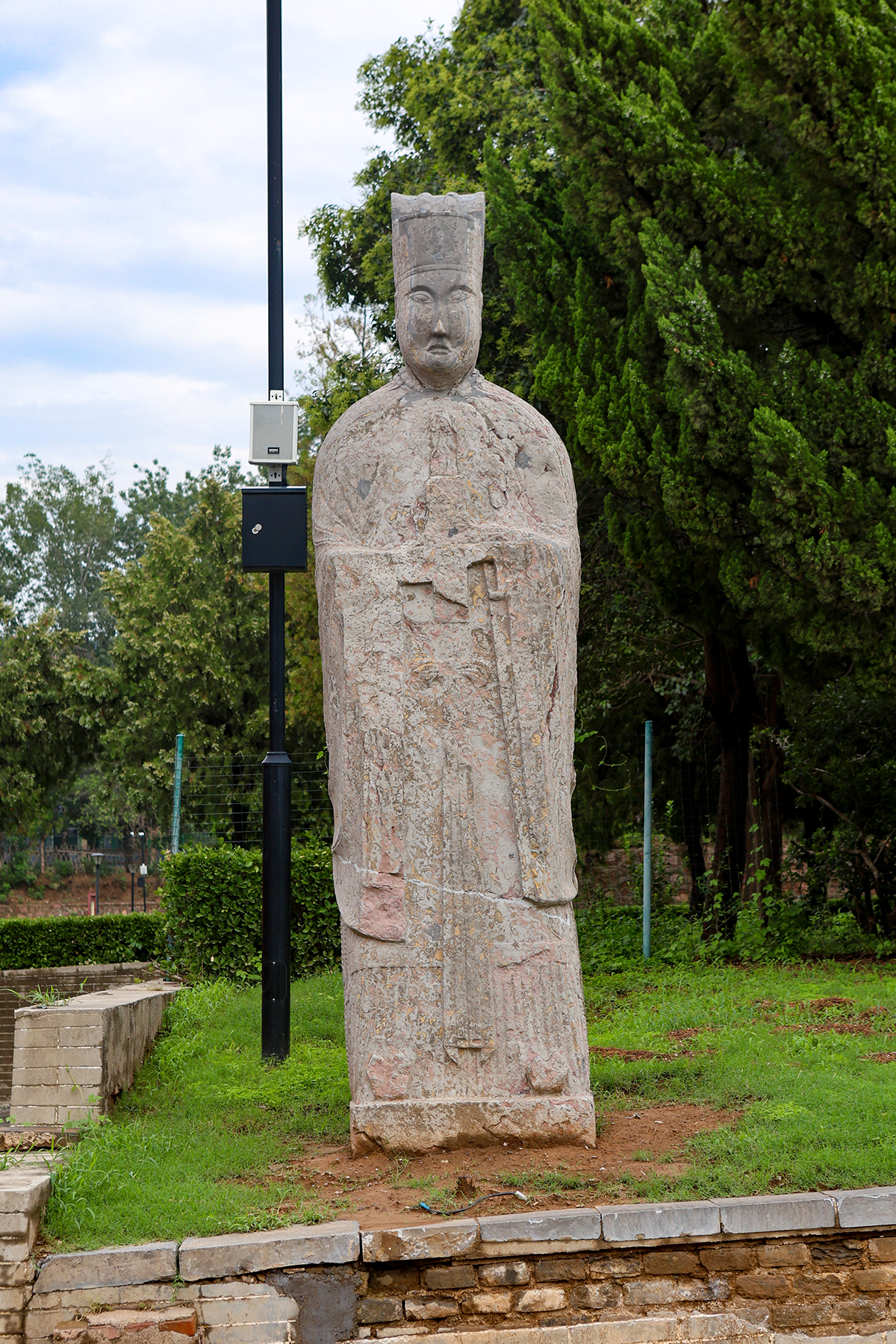
文官石像（东列南二）

- 南门狮两件：南神门前两侧各有一件石狮，间距23米，均作行走姿[7]:160。

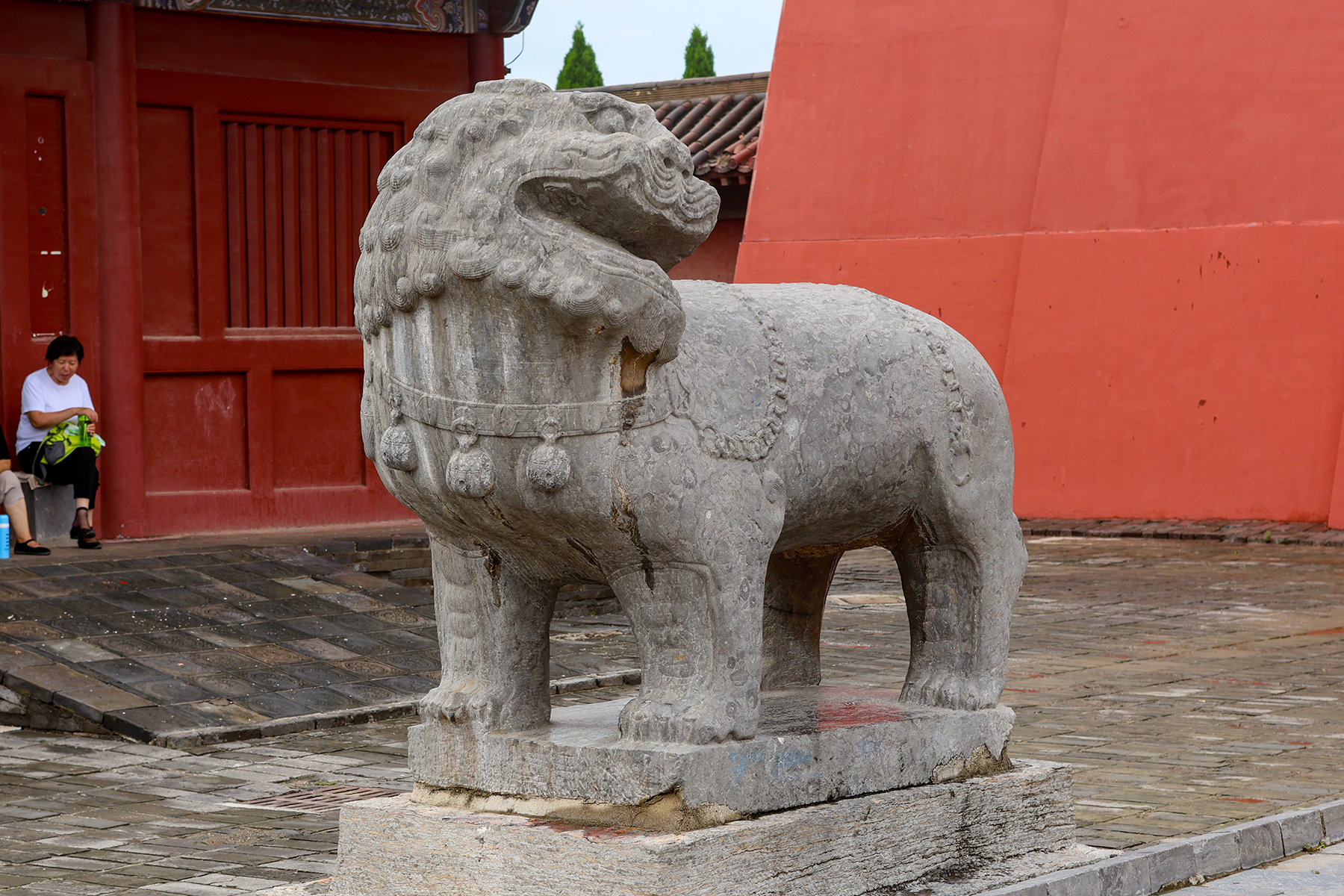
南神门石狮（西）
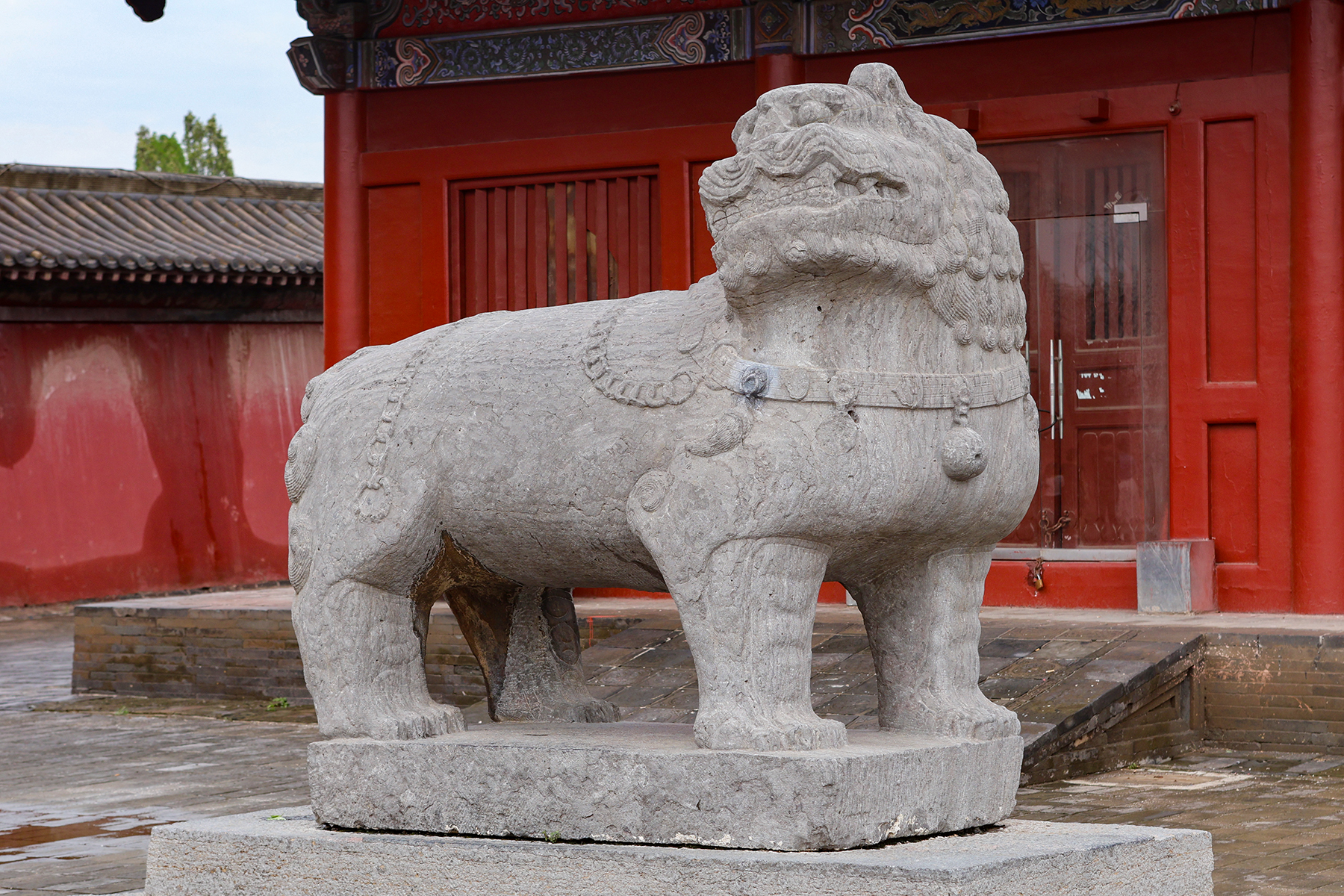
南神门石狮（东）

- 武士两件：南神门外东西各有一件武士石像，东西间距23.3米，眉宇紧缩，全身着甲，胸前有二兽面圆护，双手拄钺[7]:158。

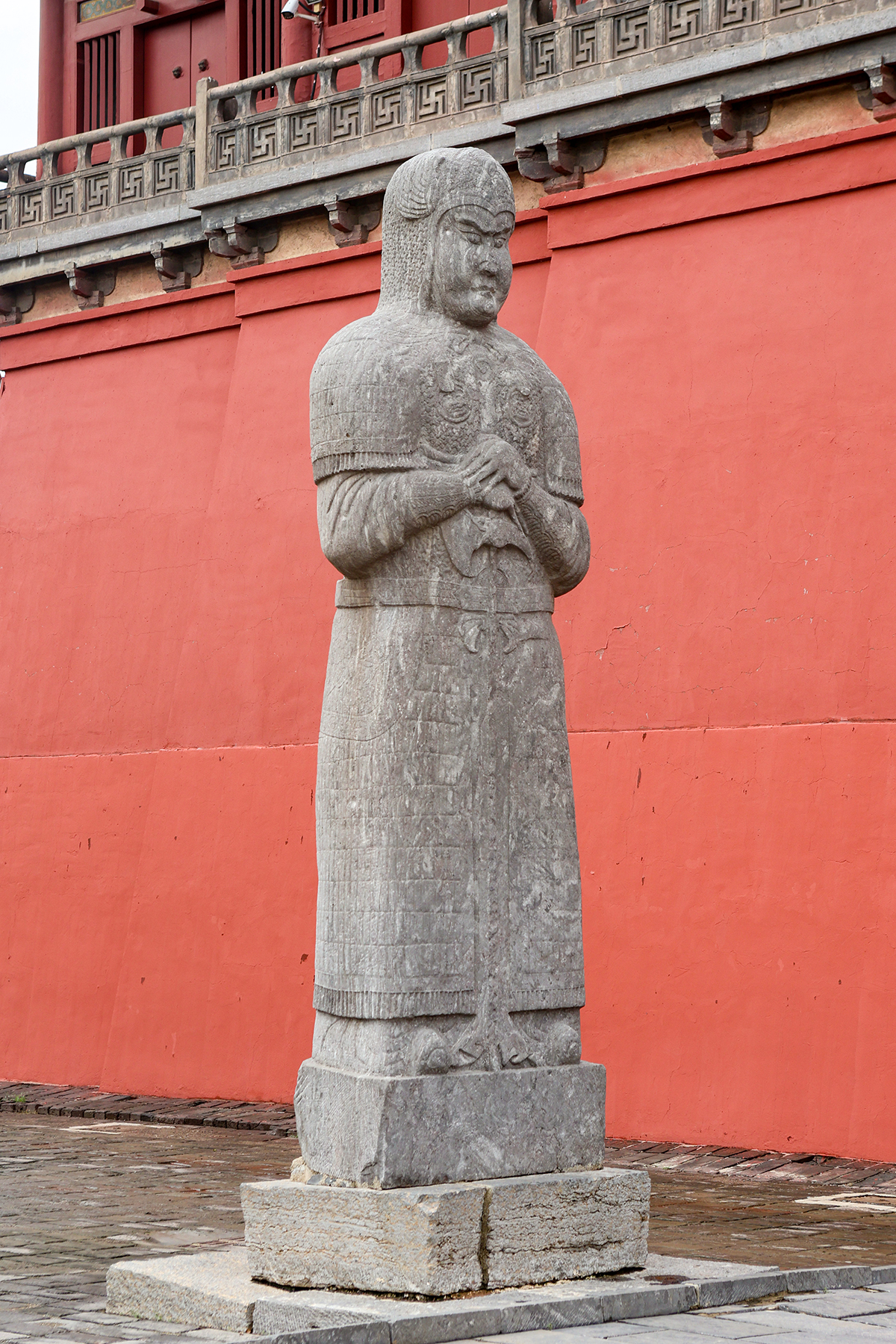
武士石像（西）
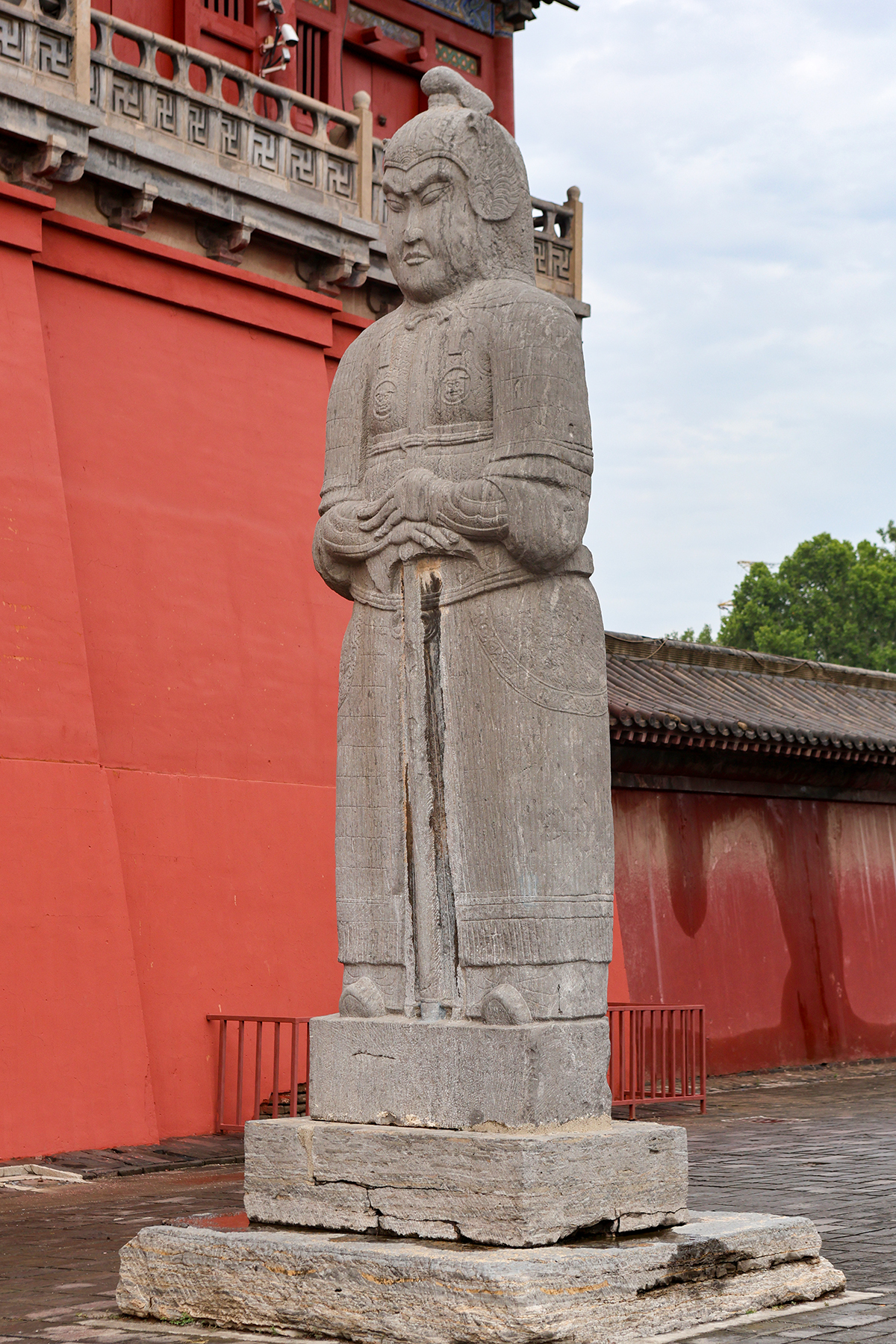
武士石像（东）

- 上马石两件：位于南神门前近门处，平面呈长方形，北面作两级台阶，各面均有浅浮雕花纹图案[7]:160。

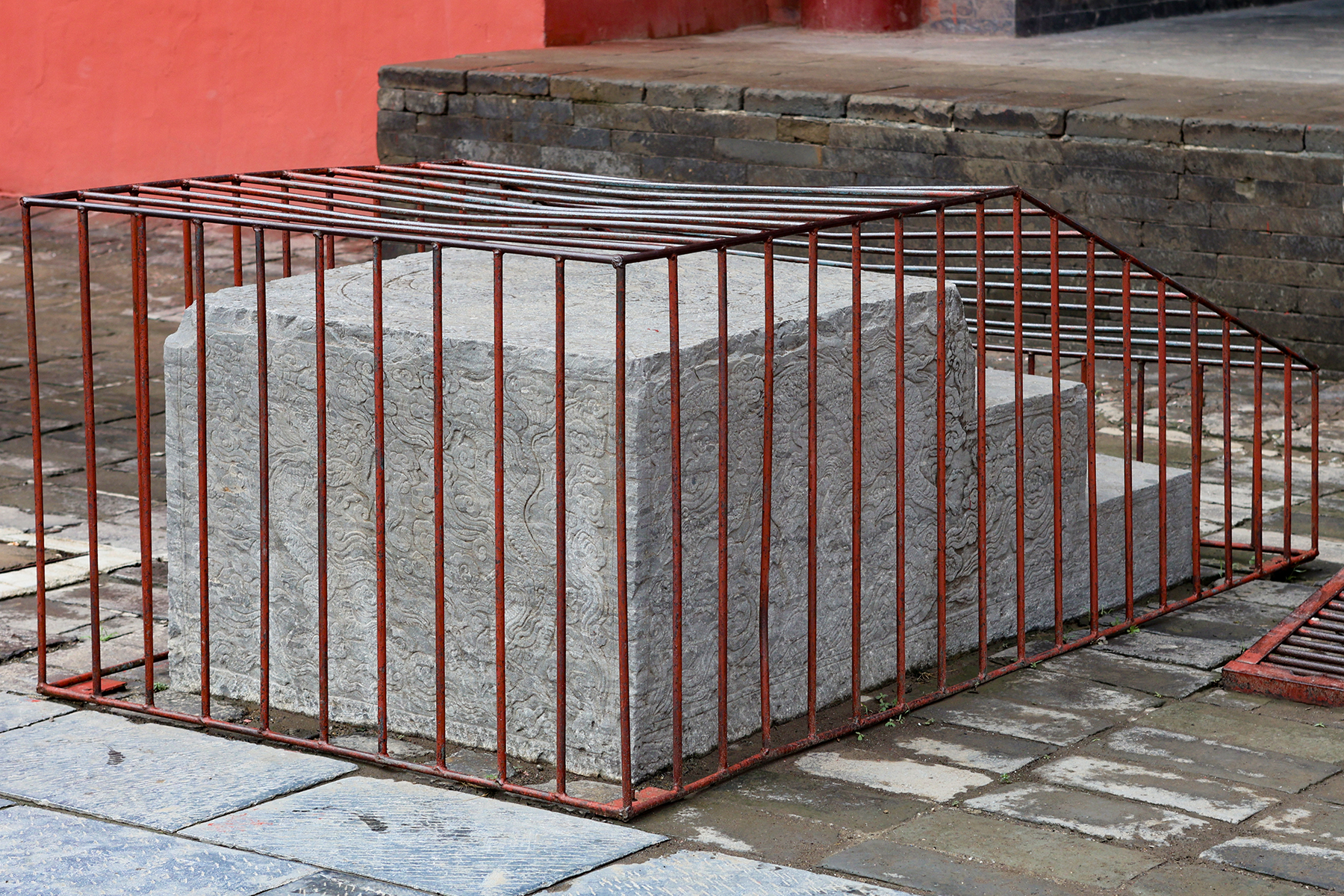
上马石（西）
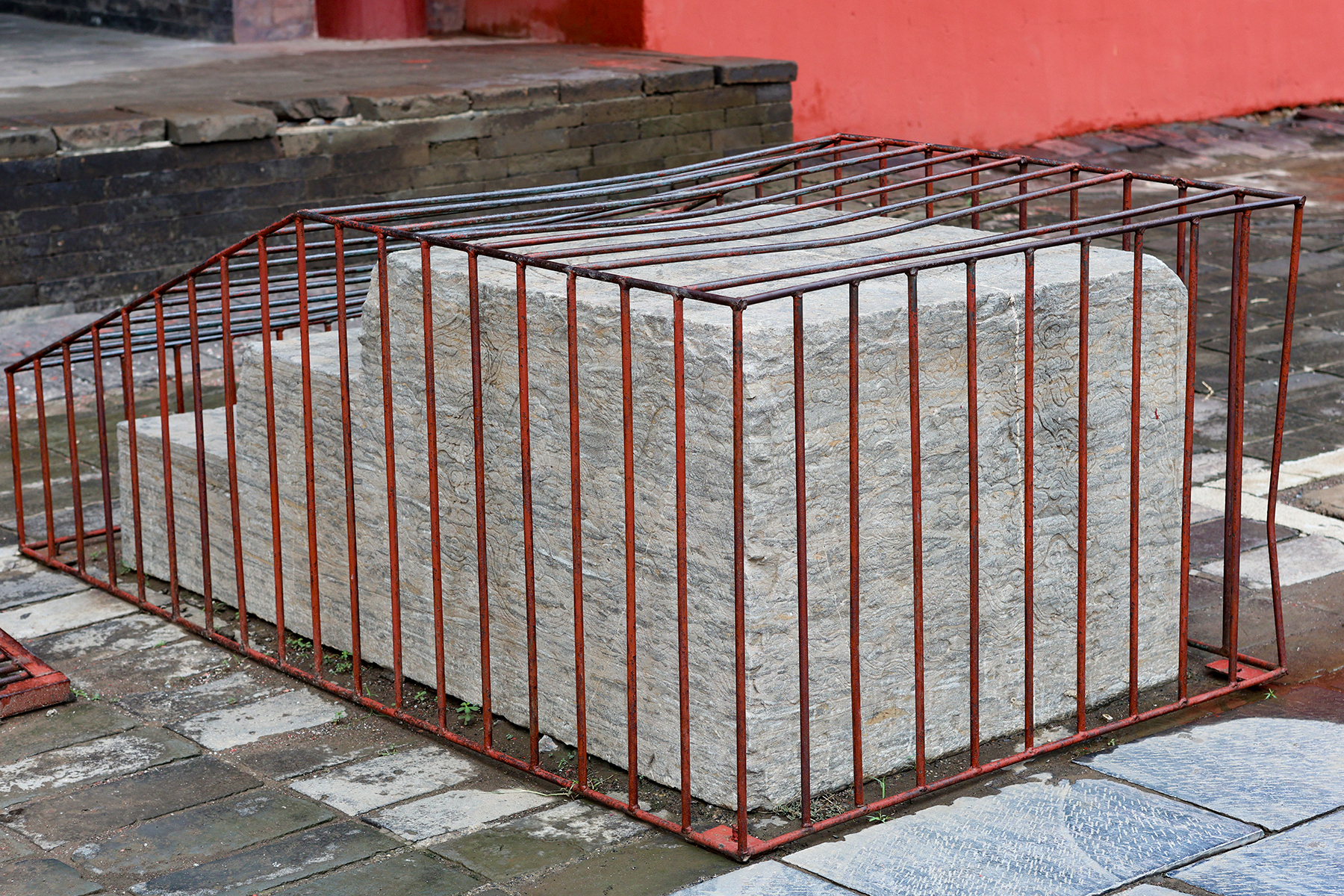
上马石（东）

- 宫人四件：南神门内和陵台前各有一对宫人石像，南神门内的一对宫人东西间距8.9米，均手执拂尘。陵台前的一对宫人东西间距29.5米，均作叉手状。宫人皆戴幞头，两侧有凤翅纹装饰，身着圆领宽袖长袍，腰间束革带[7]:158-159。

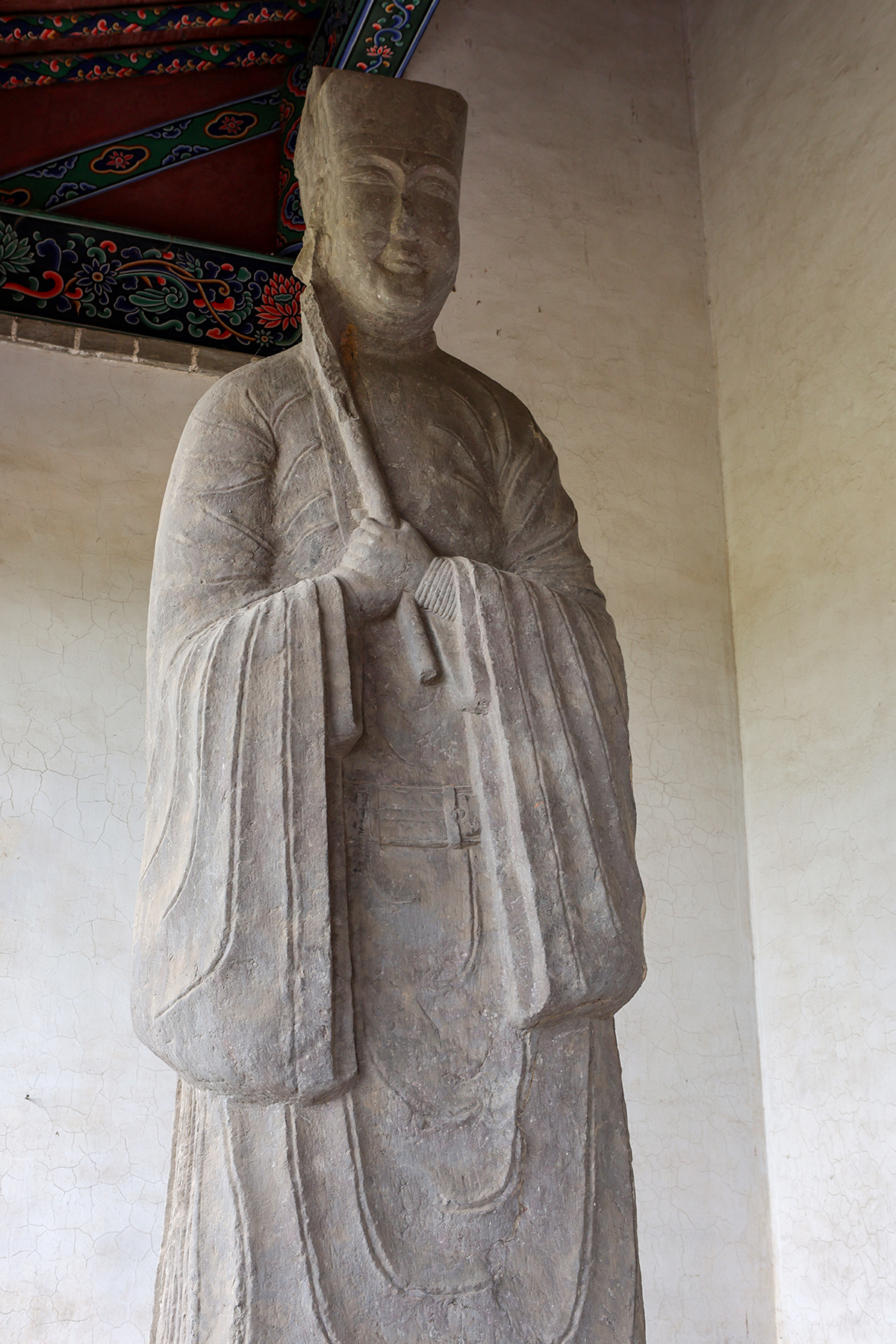
宫人石像（南神门西）
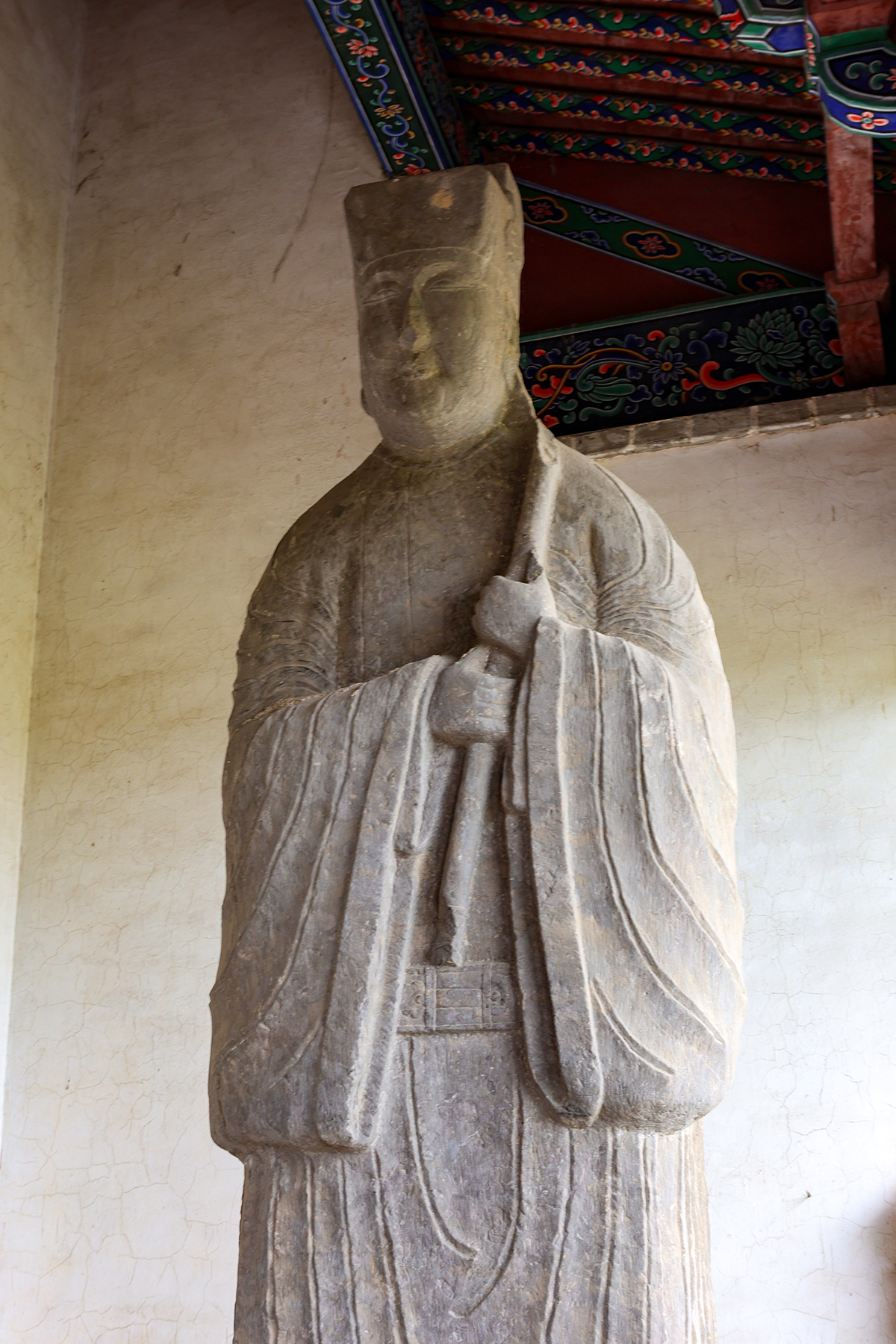
宫人石像（南神门东）

除此之外，宫城的东、西、北三面神门外各有两件门狮，共六件，身长127-166厘米，高194-228厘米，均为蹲坐姿，两狮的间距在6.6-7米，其中北神门东侧石狮前半身残损。六件门狮均为左牡右牝，牡狮卷鬣，牝狮披鬣，胸前挂铃铛和缨穗，后背垂花结帛巾。西神门的北狮为合口，其余为张口:160。

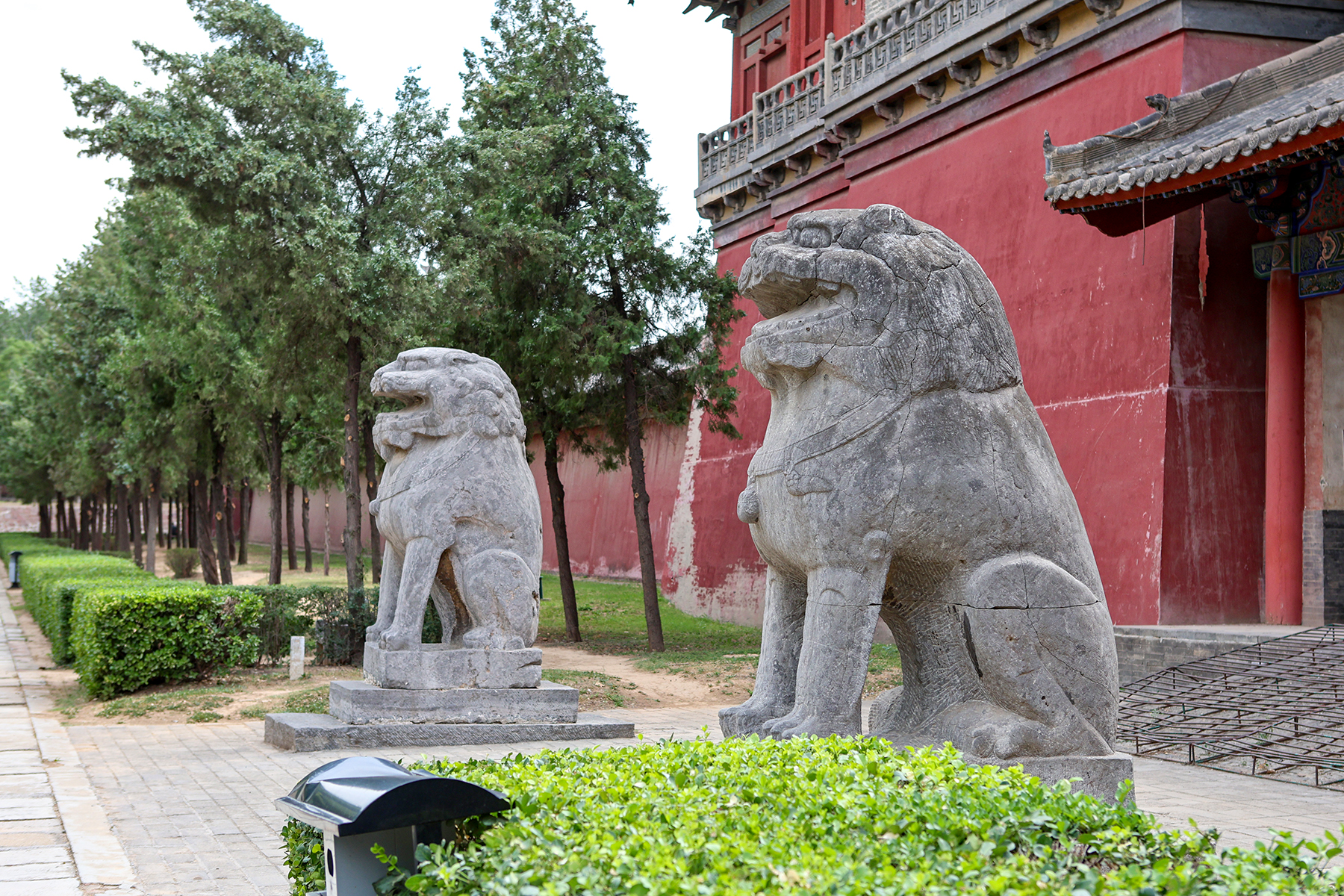
东神门石狮
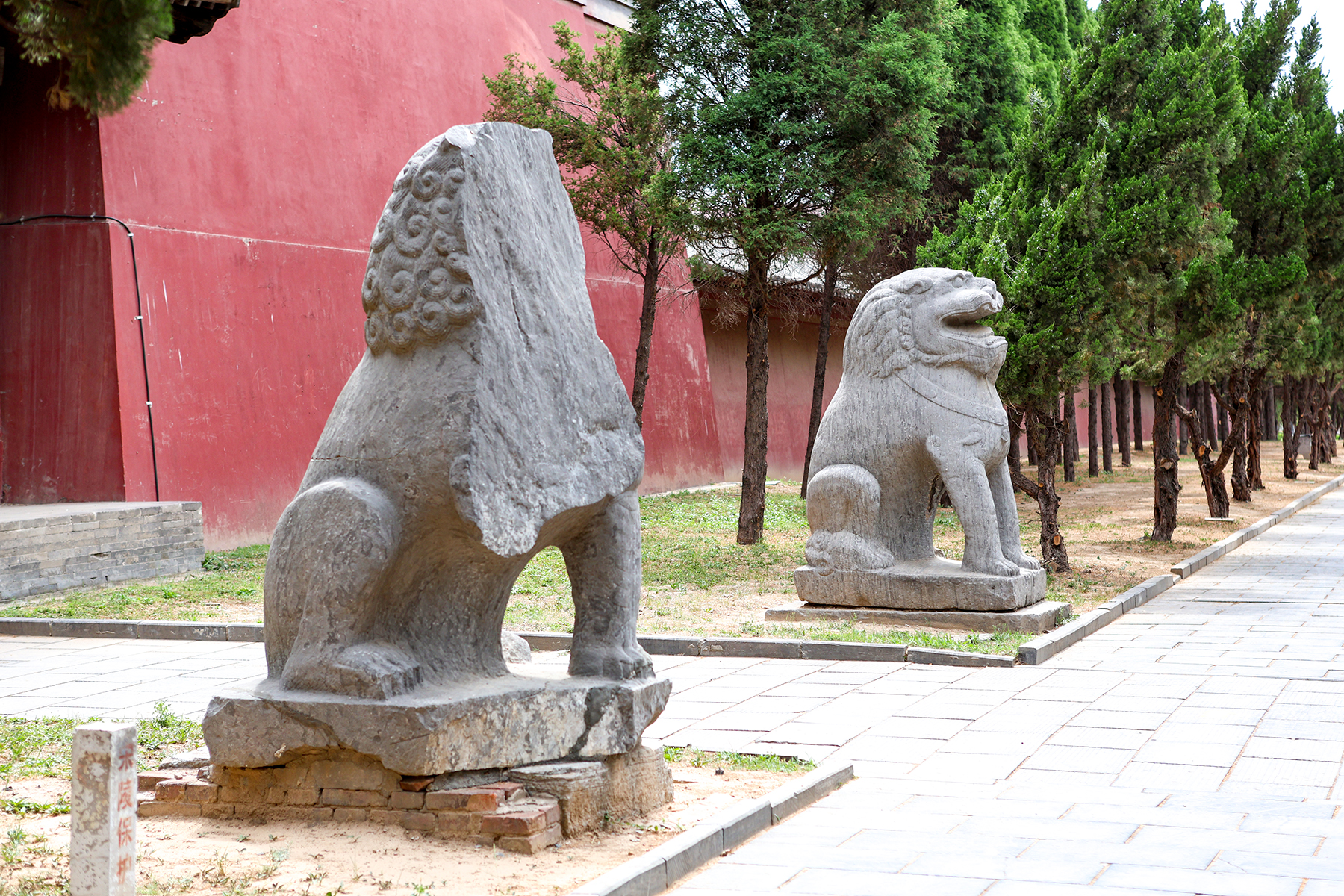
北神门石狮
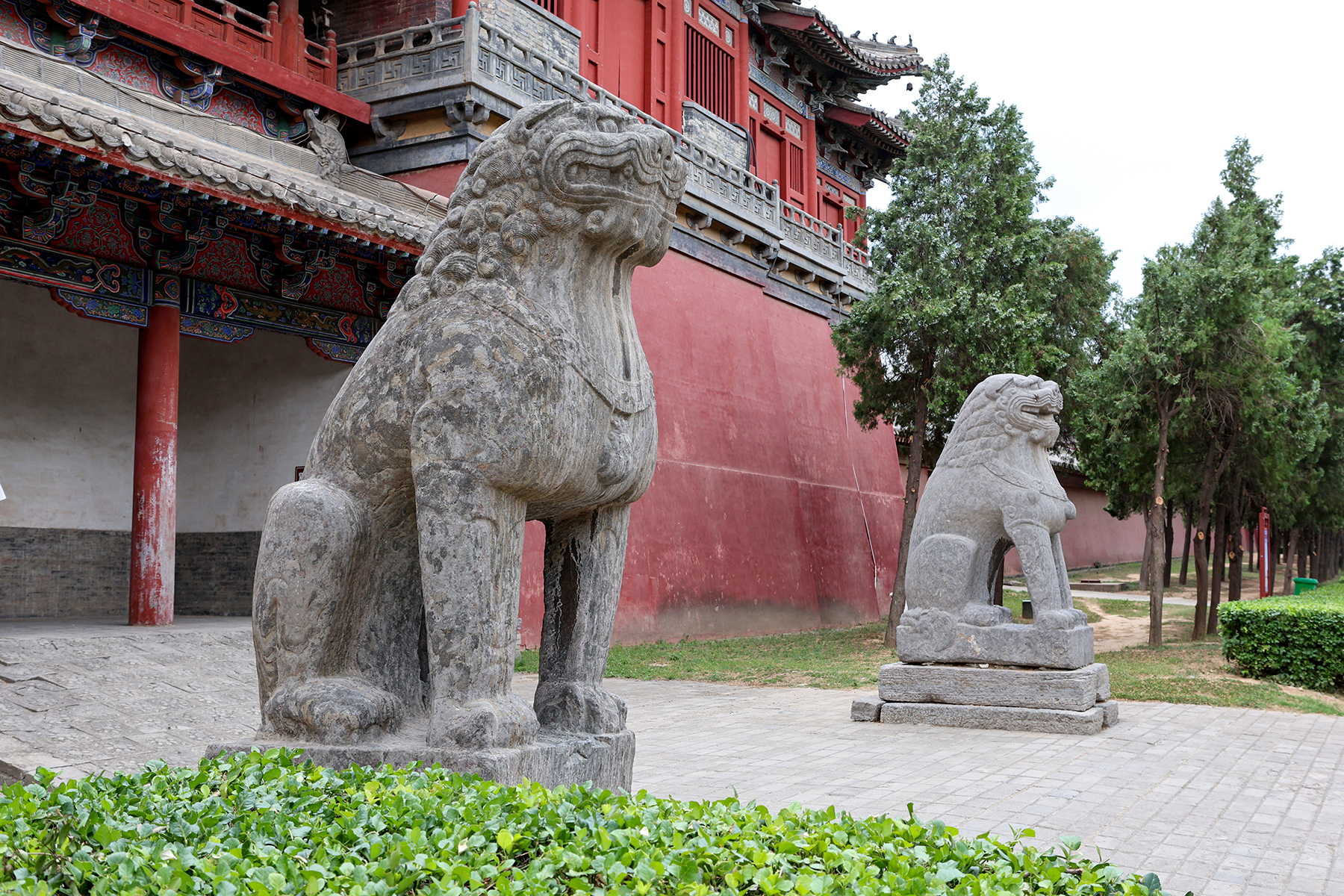
西神门石狮

### 下宫
永昭陵下宫位于慈圣光献曹皇后陵的北神门外90米处，南距永昭陵上宫的宫城约335米，现存南门石狮一对，东西相距9.3米，均为蹲坐姿，卷鬣张口。在遗址北中部还发现有柱础石两方，其中一方覆盆上浮雕海水龙纹图案，侧面雕宝山纹，另一方为素面。南门外地下发现上石马两件，北侧作两级台阶，四面浅浮雕花纹图案。据1986年钻探的资料，永昭陵下宫南北长163米，东西宽130米，在遗址中北部曾发现两处“工”字形夯土建筑台基:168。

### 慈圣光献曹皇后陵

慈圣光献皇后画像

永昭陵祔葬慈圣光献曹皇后后陵一座，紧邻永昭陵上宫宫城的西北隅，其西鹊台南距永昭陵宫城的西北角阙约15米。各地面建筑的基址皆存，为宋陵的皇后陵中保存较好的一处:160。
慈圣光献皇后曹氏，是北宋名将曹彬的孙女，景祐元年（1034年）九月立为皇后，为宋仁宗的第二任皇后，正位中宫达28年。嘉祐八年（1063年）仁宗驾崩后被尊为皇太后，治平四年（1067年）英宗驾崩，神宗继位，尊其为太皇太后。元丰二年（1079年）十月病逝，享年64岁，谥“慈圣光献皇后”。
十月二十四日，命韩缜为山陵按行使，昭宣使、入内副都知王中正为副使。二十六日，命宰相王珪为山陵使，判太常寺陈荐为礼仪使，御史中丞李定为仪仗使，知开封府钱藻为桥道頓递使，同判太常寺陈襄为卤簿使（后换为蒲宗孟），入内副都知李宪为山陵都大主管，入内东头供奉官、寄六宅使宋用臣为都大提举，以营造山陵，筹办丧礼。元丰三年三月十日，入葬永昭陵。
慈圣光献曹皇后陵地面现存陵台、宫城四神门门阙和角阙、乳台、鹊台各建筑的夯土基址。陵台位于宫城中央，呈方形覆斗状，高10.5米，底部南北长28米，东西宽26米，顶部南北长7米，东西宽6米。陵台下为地宫，据1986年钻探，墓道位于陵台南部正中，南北长111米，南端入口处宽6米，北端近陵台处宽34.5米。根据已探测的墓道坡度推算，墓道北端的地宫深度应为15米:166。
陵台四周约40-42米处为神墙，神墙的四面正中为神门，四角置角阙。目前四面神门两侧的门阙和四角的角阙均存基址。根据门阙和角阙的位置，实测宫城边长为120米，为宋陵的皇后陵中规模最大的一处，符合史料中“诏增十步”的记载。南神门以南54米处为东西两座乳台，东西间距30米，乳台以南19米处为东西两座鹊台，间距亦为30米:160。
曹后陵现存石像28件，仅缺宫人两件，除神门外的门狮外，均位于神道的东西两侧，尺寸较帝陵的石像生更小。东西两列石像生间距32.4米，每列的石像与石像之间间距2.4米，排列较紧凑。神道石像从南到北依次为：望柱一对、马与控马官一对（马两件、控马官四件）、虎两对、羊两对、武官一对、文官一对:166-168。

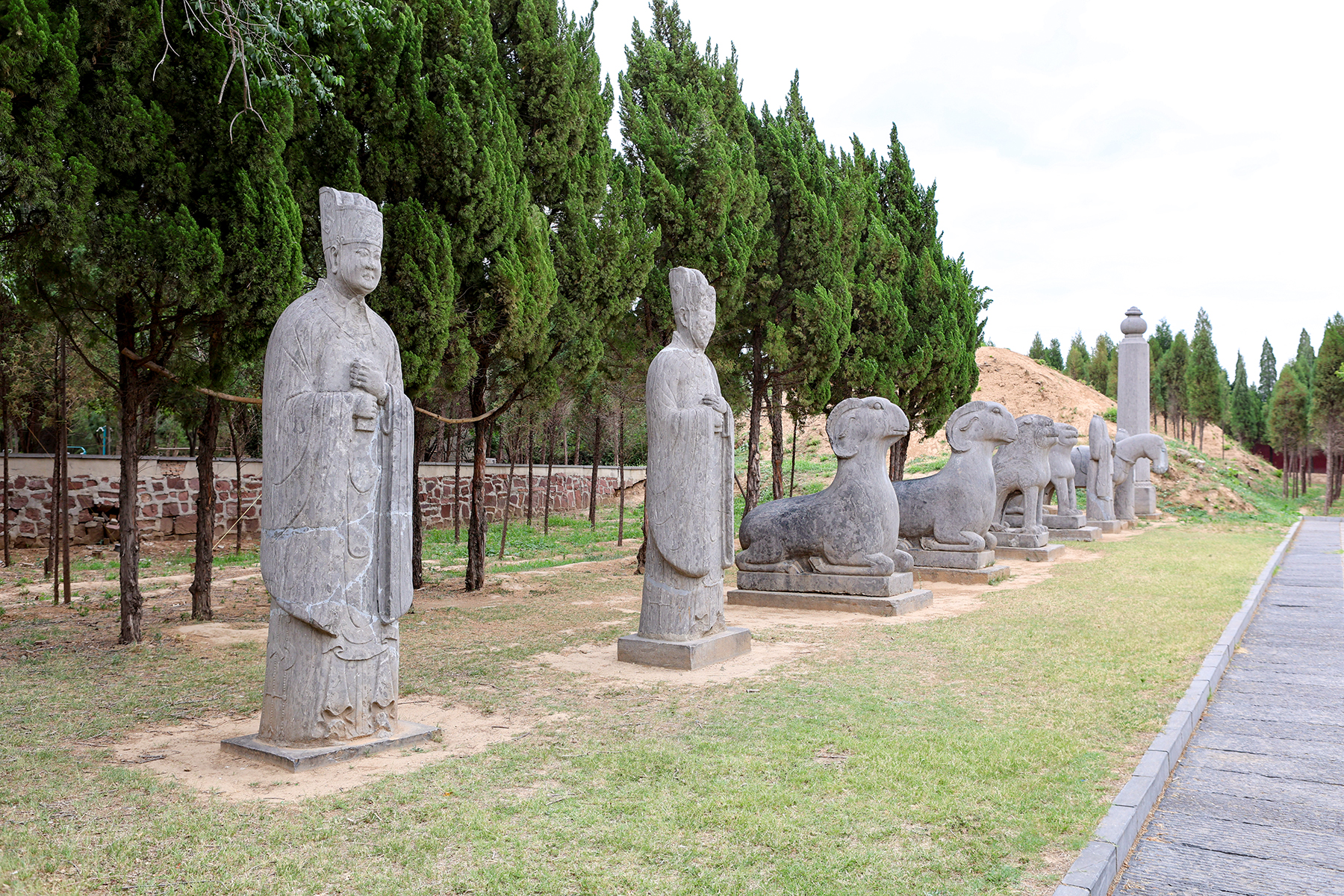
曹后陵东侧石像生
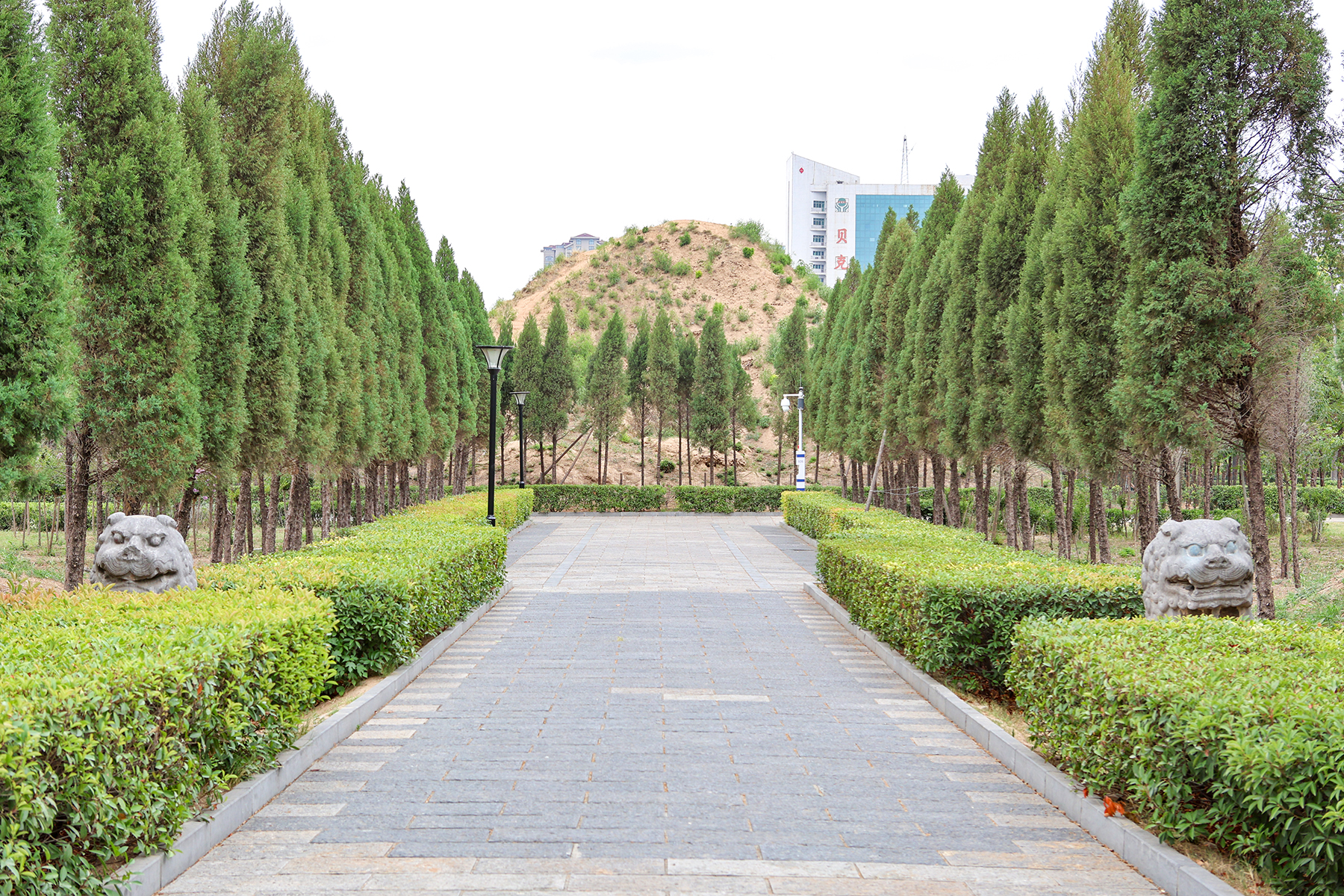
曹后陵陵台
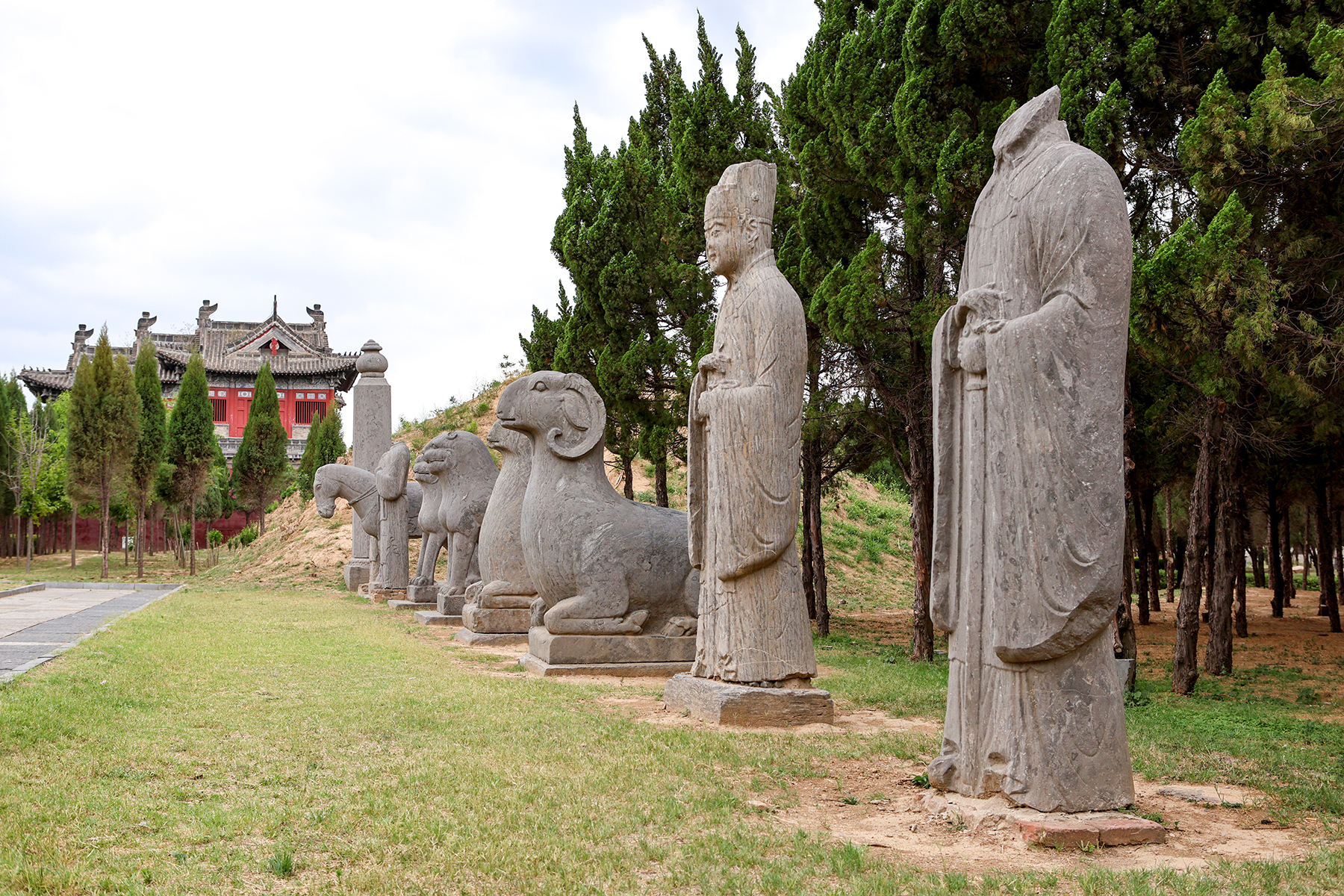
曹后陵西侧石像生